# 高等女学校一覧
高等女学校一覧（こうとうじょがっこういちらん）は、日本の高等女学校の一覧。

## 概要
高等女学校は「高等女学校令」（1899年〈明治32年〉公布）に基づき、各都道府県で創設された、女子教育を行う旧制中等教育学校のことである。後身の新制の高等学校についても付した。
なお、「○○女学校」「○○実科高等女学校」は「高等女学校令」の基準に届いていないため、系譜上高等女学校に移行していない限り、この項には含まない。また、旧制中等学校・新制高校のナンバースクール一覧も参照のこと。

## おもな高等女学校

### 北海道
詳細は「旧制中等教育学校の一覧 (北海道)」を参照
（公立）
- 北海道庁立札幌高等女学校、現 北海道札幌北高等学校
- 北海道庁立函館高等女学校、現 北海道函館西高等学校
- 北海道庁立小樽高等女学校、現 北海道小樽桜陽高等学校
- 北海道庁立上川高等女学校・北海道庁立旭川高等女学校、現 北海道旭川西高等学校
- 北海道庁立室蘭高等女学校、現 北海道室蘭清水丘高等学校
- 北海道庁立釧路高等女学校、現 北海道釧路江南高等学校
- 留萌町立留萌高等女学校・北海道庁立留萌高等家政学校・北海道庁立留萌高等女学校、現 北海道留萌高等学校
- 旭川区立北都高等女学校・旭川市立北都高等女学校・旭川市立高等女学校 ⇒ 旭川市立七条高等学校（1951年：閉校）
- 札幌区立高等女学校・札幌市立高等女学校、現 北海道札幌東高等学校
- 北海道庁立網走高等女学校、現 北海道網走桂陽高等学校
- 北海道庁立根室高等女学校、現 北海道根室高等学校
- 町立苫小牧高等女学校・北海道苫小牧高等女学校・北海道庁立苫小牧高等女学校、現 北海道苫小牧西高等学校
- 北海道庁立岩見沢高等女学校、現 北海道岩見沢西高等学校
- 名寄町立名寄高等女学校・北海道庁立名寄高等女学校・北海道立名寄高等女学校、現 北海道名寄高等学校
- 姉妹高等女学校（私立）・帯広町立姉妹高等女学校・北海道庁立帯広高等女学校、現 北海道帯広三条高等学校
- 北海道滝川高等女学校・北海道庁立滝川高等女学校、現 北海道滝川高等学校
- 深川町立深川高等女学校・北海道庁立深川高等女学校、現 北海道深川東高等学校
- 北海道池田高等女学校・北海道庁立池田高等女学校、現 北海道池田高等学校
- 北海道庁立富良野高等女学校、現 北海道富良野高等学校
- 公立江別高等女学校・北海道庁立江別高等女学校、現 北海道江別高等学校
- 北海道野付牛町立高等女学校・北海道庁立野付牛高等女学校・北海道庁立北見高等女学校、現 北海道北見柏陽高等学校
- 岩内町立岩内高等女学校・北海道庁立岩内高等女学校、現 北海道岩内高等学校
- 北海道江差高等女学校・北海道庁立江差高等女学校、現 北海道江差高等学校
- 北海道庁立稚内高等女学校、現 北海道稚内高等学校
- 北海道余市高等女学校・北海道庁立余市高等女学校、現 北海道余市紅志高等学校
- 夕張町立高等女学校・夕張市立高等女学校、現 北海道夕張高等学校
- 北海道遠軽高等女学校、現 北海道遠軽高等学校
- 町立浦河高等女学校・北海道庁立浦河高等女学校、現 北海道浦河高等学校
- 砂川町立砂川高等女学校・北海道庁立砂川高等女学校、現 北海道砂川高等学校
- 北海道庁立八雲高等女学校、現 北海道八雲高等学校
- 森町立森高等女学校、現 北海道立森高等学校
- 栗山町立栗山高等女学校、現 北海道栗山高等学校
- 美幌高等女学校、現 北海道美幌高等学校
- 倶知安高等女学校、現 北海道倶知安高等学校
- 北海道厚岸高等女学校、現 北海道厚岸翔洋高等学校
- 北海道増毛高等女学校 ⇒ 北海道増毛高等学校（2011年：閉校）
- 北海道芦別高等女学校、現 北海道芦別高等学校
- 斜里高等女学校、現 北海道斜里高等学校
- 北海道士別高等女学校、現 北海道士別翔雲高等学校
- 北海道伊達高等女学校、現 北海道伊達高等学校
- 北海道紋別高等女学校、現 北海道紋別高等学校
- 北海道美唄高等女学校、現 北海道美唄尚栄高等学校
- 岩見沢市立高等女学校、現 北海道岩見沢東高等学校

（私立）
- 私立北海高等女学校・北海高等女学校、現 札幌大谷中学校・高等学校
- 小樽緑丘高等女学校、現 札幌山の手高等学校
- 北星女学校、現 北星学園女子中学高等学校
- 函館大谷高等女学校、現 函館大谷高等学校
- 帯広大谷高等女学校、現 帯広大谷高等学校
- 札幌藤高等女学校、現 藤女子中学校・高等学校
- 小樽双葉高等女学校、現 小樽双葉中学校・高等学校
- 元町高等女学校、現 函館白百合学園中学校・高等学校
- 旭川共立高等女学校、現 旭川大学高等学校
- 遺愛高等女学校、現 遺愛女子中学校・高等学校
- 札幌静修高等女学校、現 札幌静修高等学校
- 札幌北斗高等女学校、現 札幌北斗高等学校

### 青森県
詳細は「旧制中等教育学校の一覧 (青森県)」を参照
- 青森県第一高等女学校・青森県立第一高等女学校・青森県立弘前高等女学校、現 青森県立弘前中央高等学校
- 青森県立第二高等女学校・青森県立八戸高等女学校、現 青森県立八戸東高等学校
- 青森県立第三高等女学校・青森県立青森高等女学校、現 青森県立青森高等学校
- 七戸町立七戸高等女学校・青森県立七戸高等女学校、現 青森県立七戸高等学校
- 青森県立五所川原高等女学校、現 青森県立五所川原高等学校
- 三本木町立三本木高等女学校・青森県立三本木高等女学校、現 青森県立三本木高等学校・附属中学校
- 青森市立青森高等女学校、現 青森県立青森中央高等学校
- 青森県立田名部高等女学校、現 青森県立田名部高等学校
- 青森県浪岡高等女学校、現 青森県立浪岡高等学校
- 青森県黒石高等女学校、現 青森県立黒石高等学校
- 青森県野辺地高等女学校、現 青森県立野辺地高等学校
- 三戸町立高等女学校、現 青森県立三戸高等学校
- 青森県板柳町立高等女学校・青森県板柳高等女学校、現 青森県立五所川原工科高等学校
- 青森県鰺ヶ沢高等女学校、現 青森県立鰺ヶ沢高等学校
- 弘前市立弘前高等女学校・弘前市立高等女学校、現 青森県立弘前実業高等学校

- 青森明の星高等女学校、現 青森明の星中学・高等学校
- 協成高等女学校・堤橋高等女学校、現 青森明の星中学・高等学校
- 聖愛高等女学校、現 弘前学院聖愛中学高等学校

### 岩手県
詳細は「旧制中等教育学校の一覧 (岩手県)」を参照
- 市立盛岡高等女学校・岩手県立高等女学校・岩手県立盛岡高等女学校、現 岩手県立盛岡第二高等学校
- 岩手県立花巻高等女学校、現 岩手県立花巻南高等学校
- 岩手県立一関高等女学校、現 岩手県立一関第二高等学校
- 岩手県立遠野高等女学校、現 岩手県立遠野高等学校
- 岩手県立水沢高等女学校、現 岩手県立水沢高等学校
- 岩手県立一戸高等女学校、現 岩手県立一戸高等学校
- 岩手県立岩谷堂高等女学校、現 岩手県立岩谷堂高等学校
- 黒沢尻町立黒沢尻高等女学校・岩手県立黒沢尻高等女学校、現 岩手県立北上翔南高等学校
- 宮古町立宮古高等女学校・岩手県立宮古高等女学校、現 岩手県立宮古高等学校
- 岩手県立高田高等女学校、現 岩手県立高田高等学校
- 釜石市立釜石高等女学校・岩手県立釜石高等女学校、現 岩手県立釜石高等学校
- 盛岡市立第一高等女学校、現 盛岡市立高等学校
- 大槌町立大槌高等女学校、現 岩手県立大槌高等学校
- 岩手県福岡高等女学校、現 岩手県立福岡高等学校
- 前沢町立前沢高等女学校、現 岩手県立前沢高等学校
- 岩手県立久慈高等女学校、現 岩手県立久慈高等学校
- 組合立岩手県山田高等女学校・岩手県立岩手県山田高等女学校、現 岩手県立山田高等学校

- 東北高等女学校、現 盛岡白百合学園中学校・高等学校
- 岩手高等女学校、現 岩手女子高等学校

### 宮城県
詳細は「旧制中等教育学校の一覧 (宮城県)」を参照
- 仙台市高等女学校・宮城県高等女学校・宮城県第一高等女学校、現 宮城県宮城第一高等学校
- 宮城県第二高等女学校、現 宮城県仙台二華中学校・高等学校
- 宮城県第三高等女学校、現 宮城県仙台三桜高等学校
- 宮城県伊具郡角田高等女学校・宮城県角田高等女学校、現 宮城県角田高等学校
- 刈田郡立白石高等女学校・宮城県白石高等女学校、現 宮城県白石高等学校
- 宮城県志田郡立古川高等女学校・宮城県古川高等女学校、現 宮城県古川黎明中学校・高等学校
- 宮城県石巻高等女学校、現 宮城県石巻好文館高等学校
- 宮城県涌谷高等女学校、現 宮城県涌谷高等学校
- 宮城県登米高等女学校、現 宮城県登米高等学校
- 塩竃高等女学校、現 宮城県塩釜高等学校
- 佐沼町立佐沼高等女学校、現 宮城県佐沼高等学校
- 宮城県大河原高等女学校、現 宮城県大河原商業高等学校
- 宮城県気仙沼高等女学校、現 宮城県気仙沼高等学校
- 宮城県岩沼高等女学校、現 宮城県名取高等学校
- 宮城県志津川高等女学校、現 宮城県志津川高等学校
- 宮城県鹿又高等女学校、現 宮城県石巻北高等学校
- 宮城県飯野川高等女学校、現 宮城県石巻北高等学校飯野川校
- 宮城県村田高等女学校、現 宮城県村田高等学校
- 宮城県若柳高等女学校、現 宮城県迫桜高等学校
- 宮城県岩出山高等女学校、現 宮城県岩出山高等学校
- 志田郡松山町立松山高等女学校、現 宮城県松山高等学校
- 宮城県岩ヶ崎高等女学校、現 宮城県岩ヶ崎高等学校
- 仙台市五橋高等女学校 ⇒（1945年：廃校）
- 仙台市北五番丁高等女学校 ⇒（1944年：廃校、在学生は五橋高女に編入）
- 昭和高等女学校 ⇒（1946年：閉校）
- 一迫町立一迫高等女学校、現 宮城県一迫商業高等学校
- 宮城県石巻市立高等女学校、現 石巻市立桜坂高等学校

- 宮城女学校（高等女学校令準拠）・宮城高等女学校・宮城学院高等女学校、現 宮城学院中学校・高等学校
- 私立仙台高等女学校・仙台高等女学校、現 仙台白百合学園中学校・高等学校
- 常盤木学園高等女学校、現 常盤木学園高等学校
- 吉田高等女学校、現 聖和学園高等学校
- 仙台尚絅高等女学校、現 尚絅学院中学校・高等学校

### 秋田県
詳細は「旧制中等教育学校の一覧 (秋田県)」を参照

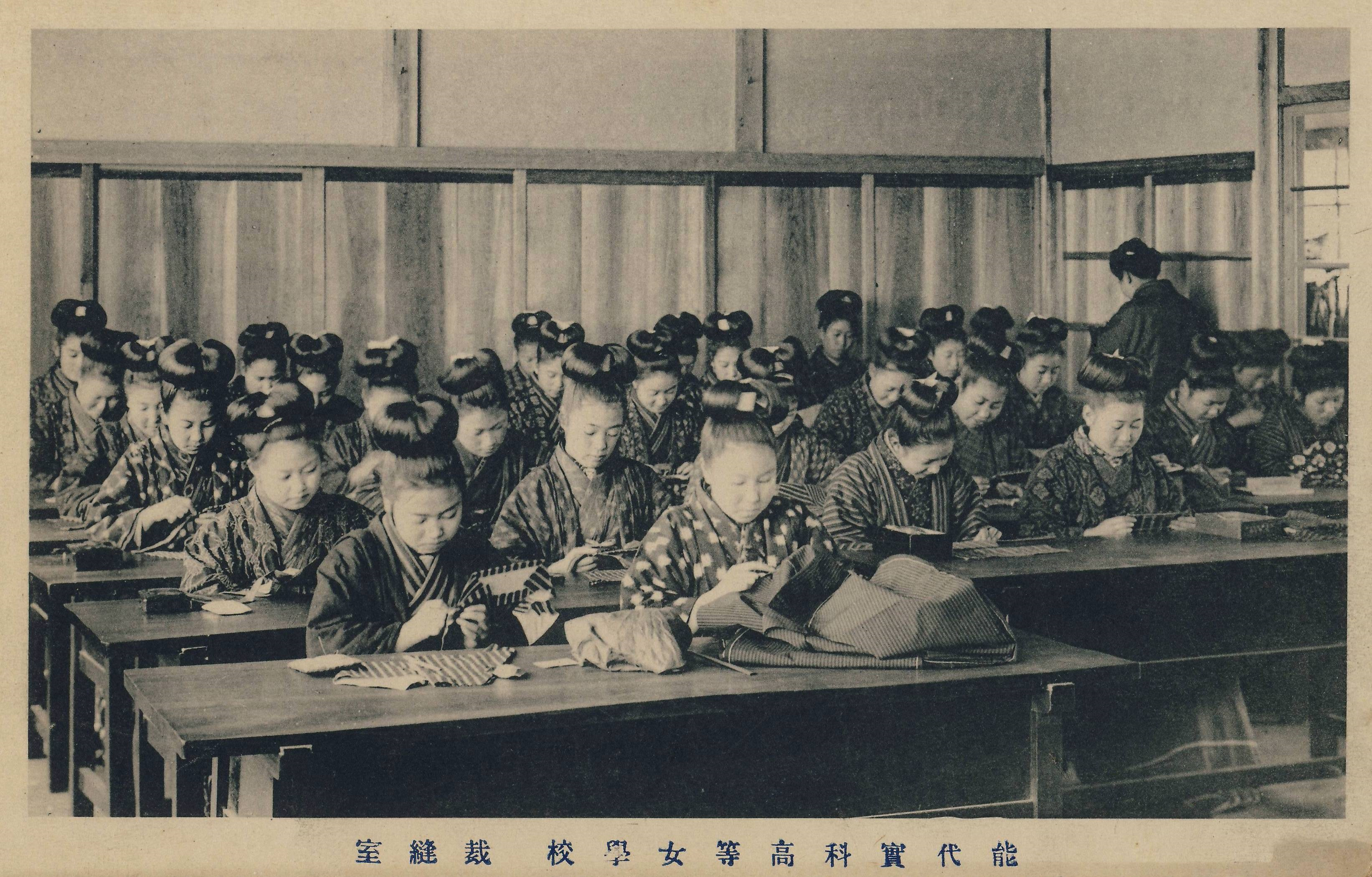
能代実科高等女学校（1916年）

- 秋田県高等女学校・秋田県立秋田高等女学校、現 秋田県立秋田北高等学校
- 秋田県立横手高等女学校、現 秋田県立横手城南高等学校
- 秋田県立大館高等女学校、現 秋田県立大館桂桜高等学校
- 秋田県立能代高等女学校、現 秋田県立能代松陽高等学校
- 秋田県立大曲高等女学校、現 秋田県立大曲高等学校
- 秋田県立本荘高等女学校、現 秋田県立由利高等学校
- 秋田県立湯沢高等女学校、現 秋田県立湯沢翔北高等学校
- 秋田県立花輪高等女学校、現 秋田県立花輪高等学校
- 秋田県立角館高等女学校、現 秋田県立角館高等学校
- 土崎町立土崎高等女学校・秋田市土崎高等女学校・秋田市立高等女学校、現 秋田県立秋田中央高等学校
- 秋田県小坂高等女学校、現 秋田県立鹿角高等学校
- 秋田県立増田高等女学校、現 秋田県立増田高等学校
- 秋田県立鷹巣高等女学校、現 秋田県立秋田北鷹高等学校
- 秋田県立五城目高等女学校、現 秋田県立五城目高等学校

- 聖霊学院高等女学院・聖霊高等女学校、現 聖霊女子短期大学付属高等学校

### 山形県
詳細は「旧制中等教育学校の一覧 (山形県)」を参照
- 山形市高等女学校・山形市立高等女学校・山形県高等女学校・山形県立山形高等女学校・山形県立山形第一高等女学校、現 山形県立山形西高等学校
- 山形県立山形第二高等女学校、現 山形県立山形北高等学校
- 山形県西田川郡鶴岡高等女学校・山形県立鶴岡高等女学校、現 山形県立鶴岡北高等学校
- 米沢市高等女学校・山形県立米沢高等女学校、現 山形県立米沢東高等学校
- 酒田町立高等女学校・山形県立酒田高等女学校、現 山形県立酒田西高等学校
- 山形県立楯岡高等女学校、現 山形県立東桜学館中学校・高等学校
- 山形県立新荘高等女学校、現 山形県立新庄南高等学校
- 山形県立宮内高等女学校、現 山形県立南陽高等学校
- 山形県立谷地高等女学校、現 山形県立谷地高等学校
- 山形県立長井高等女学校、現 山形県立長井高等学校
- 山形県天童高等女学校、現 山形県立天童高等学校
- 酒田市立酒田琢成高等女学校、現 山形県立酒田光陵高等学校
- 山形県余目高等女学校、現 山形県立庄内総合高等学校
- 山形県高畠高等女学校、現 山形県立高畠高等学校
- 山形県立第二高等女学校、現 山形県立鶴岡中央高等学校
- 南村山郡上山高等女学校、現 山形県立上山明新館高等学校

- 山形城北高等女学校、現 山形城北高等学校

### 福島県
詳細は「旧制中等教育学校の一覧 (福島県)」を参照
- 福島町立福島高等女学校・福島県立福島高等女学校、現 福島県立橘高等学校
- 福島県立福島第二高等女学校、現 福島県立橘高等学校
- 福島県立会津高等女学校、現 福島県立葵高等学校
- 福島県立磐城高等女学校、現 福島県立磐城桜が丘高等学校
- 福島県安積郡立安積高等女学校・福島県立安積高等女学校、現 福島県立安積黎明高等学校
- 白河町立高等女学校・西白河郡立白河高等女学校・福島県立白河高等女学校、現 福島県立白河旭高等学校
- 福島県相馬高等女学校・福島県立相馬高等女学校、現 福島県立相馬総合高等学校
- 中村町立中村高等女学校、現 福島県立相馬総合高等学校
- 福島県立喜多方高等女学校、現 福島県立喜多方東高等学校
- 喜多方町立耶麻高等女学校、現 福島県立喜多方東高等学校
- 福島県郡山高等女学校・福島県立郡山高等女学校、現 福島県立郡山東高等学校
- 小名浜高等女学校、現 福島県立小名浜海星高等学校
- 猪苗代町立猪苗代高等女学校、現 福島県立猪苗代高等学校
- 須賀川高等女学校、現 福島県立須賀川桐陽高等学校
- 福島県本宮高等女学校、現 福島県立本宮高等学校
- 福島県川俣高等女学校、現 福島県立川俣高等学校
- 保原町立保原高等女学校、現 福島県立伊達高等学校
- 桑折高等女学校、現 福島県立伊達高等学校
- 福島県梁川高等女学校、現 福島県立伊達高等学校
- 福島県二本松高等女学校・福島県立安達高等女学校、現 福島県立安達高等学校
- 坂下町立坂下高等女学校、現 福島県立会津西陵高等学校
- 福島県三春高等女学校、現 福島県立田村高等学校
- 福島県石川高等女学校、現 福島県立石川高等学校
- 原町立原町高等女学校、現 福島県立原町高等学校
- 福島県浪江高等女学校・福島県立浪江高等女学校、現 福島県立ふたば未来学園中学校・高等学校
- 福島県湯本高等女学校、現 福島県立いわき湯本高等学校
- 福島県石城郡植田高等女学校・福島県植田高等女学校、現 福島県立磐城農業高等学校
- 福島県棚倉高等女学校・福島県立棚倉高等女学校、現 福島県立修明高等学校
- 福島県若松高等女学校・福島県立若松高等女学校、現 福島県立会津学鳳中学校・高等学校

### 茨城県
詳細は、旧制中等教育学校の一覧 (茨城県)」を参照
- 茨城県高等女学校・茨城県立水戸高等女学校、現 茨城県立水戸第二高等学校
- 茨城県立水戸第二高等女学校、現 茨城県立水戸第二高等学校
- 水戸市立高等女学校、現 茨城県立水戸第三高等学校
- 茨城県立土浦高等女学校、現 茨城県立土浦第二高等学校
- 茨城県下館高等女学校・茨城県立下館高等女学校、現 茨城県立下館第二高等学校
- 茨城県立水海道高等女学校、現 茨城県立水海道第二高等学校
- 茨城県立竜ヶ崎高等女学校、現 茨城県立竜ヶ崎第二高等学校
- 茨城県立鉾田高等女学校、現 茨城県立鉾田第二高等学校
- 茨城県立太田高等女学校、現 茨城県立太田第二高等学校
- 東海高等女学校（私立）・日立助川組合立東海高等女学校・茨城県立助川高等女学校・茨城県立日立高等女学校、現 茨城県立日立第二高等学校
- 茨城県立古河高等女学校、現 茨城県立古河第二高等学校
- 茨城県立石岡高等女学校、現 茨城県立石岡第二高等学校
- 茨城県立結城高等女学校、現 茨城県立結城第二高等学校
- 茨城県立取手高等女学校、現 茨城県立取手第二高等学校
- 那珂湊町立那珂湊高等女学校・茨城県立那珂湊高等女学校、現 茨城県立那珂湊高等学校
- 茨城県立下妻高等女学校、現 茨城県立下妻第二高等学校
- 潮来町立高等女学校・茨城県立潮来高等女学校、現 茨城県立潮来高等学校
- 茨城県立高萩高等女学校、現 茨城県立高萩高等学校
- 茨城県立大子高等女学校、現 茨城県立大子清流高等学校
- 茨城県岩井高等女学校、現 茨城県立岩井高等学校
- 境町立高等女学校 ⇒（1949年、閉校）

- 大成高等女学校、現 大成女子高等学校
- 常磐高等女学校、現 常磐大学高等学校
- 茨城県土浦第一高等女学校、現 つくば国際大学高等学校

### 栃木県
詳細は「旧制中等教育学校の一覧 (栃木県)」を参照
- 栃木県第一女子中学校・栃木県第一中学校女学部・栃木県尋常中学校女学部・栃木県高等女学校・栃木県立宇都宮高等女学校・栃木県宇都宮第一高等女学校、現 栃木県立宇都宮女子高等学校
- 宇都宮市立宇都宮高等女学校、現 栃木県立宇都宮女子高等学校
- 栃木県立宇都宮第二高等女学校、現 栃木県立宇都宮中央高等学校
- 下都賀郡立栃木女子高等学校・栃木県栃木高等女学校・栃木県立栃木高等女学校、現 栃木県立栃木女子高等学校
- 栃木市立高等女学校、現 栃木県立栃木女子高等学校
- 安蘇郡立佐野高等女学校、現 栃木県立佐野東高等学校
- 足利郡立足利高等女学校・栃木県立足利高等女学校、現 栃木県立足利高等学校
- 栃木県立大田原高等女学校、現 栃木県立大田原女子高等学校
- 栃木県立真岡高等女学校、現 栃木県立真岡女子高等学校
- 栃木県立氏家高等女学校、現 栃木県立さくら清修高等学校
- 栃木県立鹿沼高等女学校、現 栃木県立鹿沼高等学校
- 鹿沼町立高等女学校・鹿沼市立高等女学校、現 栃木県立鹿沼高等学校
- 日光町立高等女学校・栃木県日光高等女学校、現 栃木県立日光明峰高等学校
- 足尾町立足尾高等女学校、現 栃木県立日光明峰高等学校
- 栃木県立烏山高等女学校、現 栃木県立烏山高等学校
- 栃木県小山高等女学校、現 栃木県立小山城南高等学校
- 今市町立今市高等女学校、現 栃木県立今市高等学校
- 栃木県立矢板高等女学校、現 栃木県立矢板東高等学校・附属中学校

- 作新館高等女学校、現 作新学院高等学校
- 須賀高等女学校、現 宇都宮短期大学附属中学校・高等学校
- 月見ヶ丘高等女学校、現 足利短期大学附属高等学校

### 群馬県
詳細は「旧制中等教育学校の一覧 (群馬県)」を参照
- 群馬県高等女学校・群馬県立高等女学校・群馬県立高崎高等女学校、現 群馬県立高崎女子高等学校
- 山田郡立桐生高等女学校・群馬県立桐生高等女学校、現 群馬県立桐生高等学校
- 前橋市立高等女学校・群馬県立前橋高等女学校、現 群馬県立前橋女子高等学校
- 北甘楽郡立高等女学校・群馬県立富岡高等女学校、現 群馬県立富岡高等学校
- 碓氷郡立碓氷高等女学校・群馬県立安中高等女学校、現 群馬県立安中総合学園高等学校
- 館林町立高等女学校・群馬県立館林高等女学校、現 群馬県立館林女子高等学校
- 太田町立太田高等女学校・群馬県立太田高等女学校、現 群馬県立太田女子高等学校
- 群馬県立藤岡高等女学校、現 群馬県立藤岡中央高等学校
- 群馬県立渋川高等女学校、現 群馬県立渋川女子高等学校
- 群馬県沼田高等女学校・群馬県立沼田高等女学校、現 群馬県立沼田女子高等学校
- 群馬県立伊勢崎高等女学校、現 群馬県立伊勢崎清明高等学校
- 群馬県立吾妻高等女学校、現 群馬県立吾妻中央高等学校
- 群馬県境高等女学校、現 群馬県立伊勢崎高等学校
- 高崎市立高等女学校、現 高崎市立高崎経済大学附属高等学校
- 前橋市立高等女学校、現 前橋市立前橋高等学校
- 群馬県下仁田高等女学校、現 群馬県立下仁田高等学校
- 群馬県松井田高等女学校・群馬県立松井田高等女学校、現 群馬県立松井田高等学校
- 桐生市立高等女学校、現 桐生市立商業高等学校

- 共愛女学校（高等女学校令準拠）、現 共愛学園中学校・高等学校
- 桐ヶ丘高等女学校、現 桐生大学附属中学校・桐生第一高等学校
- 樹徳高等女学校、現 樹徳中学校・高等学校
- 常磐高等女学校、現 常磐高等学校

### 埼玉県
詳細は「旧制中等教育学校の一覧 (埼玉県)」を参照
- 埼玉県立高等女学校・埼玉県立浦和高等女学校・埼玉県立浦和第一高等女学校、現 埼玉県立浦和第一女子高等学校
- 埼玉県立浦和第二高等女学校、現 埼玉県立浦和西高等学校
- 川越町立川越高等女学校・埼玉県立川越高等女学校、現 埼玉県立川越女子高等学校
- 埼玉県立熊谷高等女学校、現 埼玉県立熊谷女子高等学校
- 熊谷市立高等女学校、現 埼玉県立熊谷女子高等学校
- 埼玉県立久喜高等女学校、現 埼玉県立久喜高等学校
- 埼玉県立忍高等女学校、現 埼玉県立進修館高等学校
- 埼玉県児玉高等女学校・埼玉県立児玉高等女学校、現 埼玉県立児玉高等学校
- 埼玉県立本庄高等女学校、現 埼玉県立本庄高等学校
- 成均学園高等女学校（私立）・埼玉県大宮高等女学校、現 埼玉県立大宮高等学校
- 埼玉県立小川高等女学校、現 埼玉県立小川高等学校
- 埼玉県立粕壁高等女学校、現 埼玉県立春日部女子高等学校
- 埼玉県立越ヶ谷高等女学校、現 埼玉県立越ヶ谷高等学校
- 埼玉県立秩父高等女学校、現 埼玉県立秩父高等学校
- 埼玉県立飯能高等女学校、現 埼玉県立飯能高等学校
- 川口市立高等女学校、現 川口市立高等学校・附属中学校
- 埼玉県深谷高等女学校、現 埼玉県立深谷第一高等学校
- 埼玉県鴻巣高等女学校、現 埼玉県立鴻巣女子高等学校
- 浦和市立高等女学校、現 さいたま市立浦和中学校・高等学校
- 埼玉県立松山高等女学校、現 埼玉県立松山女子高等学校
- 所沢町立埼玉県所沢高等女学校、現 埼玉県立所沢高等学校
- 川越市立高等女学校、現 川越市立川越高等学校

### 千葉県
詳細は「旧制中等教育学校の一覧 (千葉県)」を参照
- 千葉県高等女学校・千葉県立千葉高等女学校、現 千葉県立千葉女子高等学校
- 千葉県立東金高等女学校、現 千葉県立東金高等学校
- 千葉県安房郡立高等女学校・千葉県立安房高等女学校、現 千葉県立安房高等学校
- 香取郡立高等女学校・千葉県立佐原高等女学校、現 千葉県立佐原白楊高等学校
- 君津郡立木更津高等女学校・千葉県立木更津高等女学校、現 千葉県立木更津東高等学校
- 木更津市立高等女学校、現 千葉県立木更津東高等学校
- 市原郡立市原高等女学校・千葉県立市原高等女学校、現 千葉県立市原高等学校
- 東葛飾郡立松戸高等女学校・千葉県立松戸高等女学校、現 千葉県立松戸高等学校
- 印旛郡立佐倉高等女学校・千葉県立佐倉高等女学校、現 千葉県立佐倉東高等学校
- 千葉県立銚子高等女学校、現 千葉県立銚子高等学校
- 銚子市立銚子高等女学校、現 千葉県立銚子高等学校
- 野田町立野田高等女学校・千葉県野田高等女学校、現 千葉県立野田中央高等学校
- 大多喜町外八町村組合立大多喜高等女学校・千葉県立大多喜高等女学校、現 千葉県立大多喜高等学校
- 千葉県立松尾高等女学校、現 千葉県立松尾高等学校
- 千葉静和高等女学校（私立）・千葉県立長生高等女学校、現 千葉県立茂原高等学校
- 千葉市立千葉高等女学校、現 千葉県立千葉東高等学校
- 館山市立館山高等女学校、現 千葉県立館山総合高等学校
- 千葉県立大原高等女学校、現 千葉県立大原高等学校
- 組合立御宿高等女学校、現 千葉県立大原高等学校
- 千葉県勝浦高等女学校、現 千葉県立大原高等学校
- 市川市立高等女学校、現 千葉県立国府台高等学校
- 八街町立八街高等女学校、現 千葉県立八街高等学校
- 千葉県君津郡大貫町立高等女学校、現 千葉県立君津商業高等学校

- 精華高等女学校（東京新宿）、現 東海大学付属市原望洋高等学校
- 成田高等女学校、現 成田高等学校・付属中学校
- 八日市場敬愛高等女学校、現 敬愛大学八日市場高等学校
- 千葉淑徳高等女学校、現 千葉明徳中学校・高等学校
- 国府台高等女学校・国府台学院高等女学校、現 国府台女子学院中学部・高等部
- 船橋高等女学校、現 東葉高等学校
- 寒川高等女学校・精華高等女学校（千葉）、現 千葉経済大学附属高等学校
- 長狭高等女学校、現 鴨川令徳高等学校

### 東京都
詳細は「旧制中等教育学校の一覧 (東京都)」を参照
（官立）

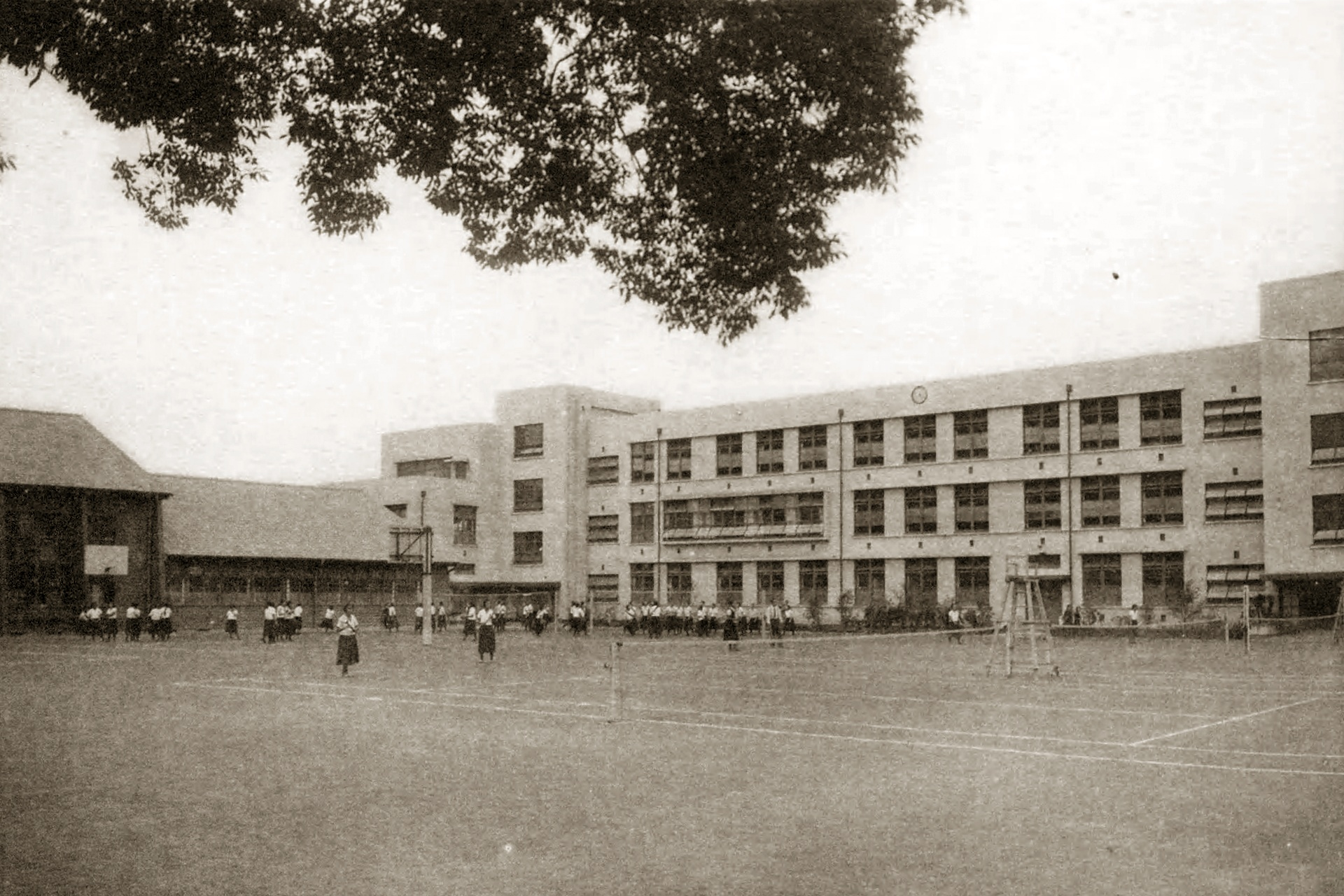
東京女子高等師範学校附属高等女学校（1936年）

- 官立女学校・東京女学校・東京女子師範学校附属高等女学校・東京高等女学校・女子高等師範学校附属高等女学校・東京女子高等師範学校附属高等女学校、現 お茶の水女子大学附属高等学校

（公立）
- 東京府高等女学校・東京府第一高等女学校・東京府立第一高等女学校・東京都立第一高等女学校、現 東京都立白鷗高等学校・附属中学校
- 東京府第二高等女学校・東京府立第二高等女学校・東京都立第二高等女学校、現 東京都立竹早高等学校
- 東京府立第三高等女学校・東京都立第三高等女学校、現 東京都立駒場高等学校
- 東京府立第四高等女学校・東京都立第四高等女学校、現 東京都立南多摩中等教育学校
- 東京府立第五高等女学校・東京都立第五高等女学校、現 東京都立富士高等学校・附属中学校
- 東京府立第六高等女学校・東京都立第六高等女学校、現 東京都立三田高等学校
- 東京府立小松川高等女学校・東京府立第七高等女学校・東京都立第七高等女学校、現 東京都立小松川高等学校
- 荏原郡立高等女学校・東京府立品川高等女学校・東京府立第八高等女学校・東京都立第八高等女学校、現 東京都立八潮高等学校
- 東京府立第九高等女学校・東京都立第九高等女学校、現 東京都立多摩高等学校
- 東京府立第十高等女学校・東京都立第十高等女学校、現 東京都立豊島高等学校
- 東京府立第十一高等女学校・東京府立桜町高等女学校・東京都立桜町高等女学校、現 東京都立桜町高等学校
- 東京府立第十二高等女学校・東京府立北野高等女学校・東京都立北野高等女学校、現 東京都立板橋有徳高等学校
- 東京府立第十三高等女学校・東京府立武蔵高等女学校・東京都立武蔵高等女学校、現 東京都立武蔵高等学校・附属中学校
- 東京府立第十四高等女学校・東京府立城北高等女学校・東京都立城北高等女学校、現 東京都立桐ケ丘高等学校
- 東京府立第十五高等女学校・東京府立神代高等女学校・東京都立神代高等女学校、現 東京都立神代高等学校
- 東京府立第十六高等女学校・東京府立葛飾高等女学校・東京都立葛飾高等女学校、現 東京都立南葛飾高等学校
- 東京府立第十七高等女学校・東京府立城南高等女学校・東京都立城南高等女学校 ⇒（東京都立第八高等女学校に統合）現 東京都立八潮高等学校
- 東京府立第十八高等女学校・東京府立井草高等女学校・東京都立井草高等女学校、現 東京都立井草高等学校
- 東京府立第十九高等女学校・東京府立千歳高等女学校・東京都立千歳高等女学校、現 東京都立千歳丘高等学校
- 東京府立第二十高等女学校・東京府立赤城台高等女学校・東京都立赤城台高等女学校、現 東京都立国際高等学校
- 東京府立第二十一高等女学校・東京都立第二十一高等女学校 ⇒（東京都立第一高等女学校に統合）現 東京都立白鷗高等学校・附属中学校
- 東京府立第二十二高等女学校・東京都立第二十二高等女学校 ⇒（東京都立第十高等女学校に統合）現 東京都立豊島高等学校
- 第一東京市立高等女学校・東京都立深川高等女学校、現 東京都立深川高等学校
- 東京市立忍岡高等女学校・ 東京都立忍岡高等女学校、現 東京都立忍岡高等学校
- 目黒町立目黒高等女学校・東京市立目黒高等女学校・東京都立目黒高等女学校、現 東京都立目黒高等学校
- 第四東京市立高等女学校・東京都立竹台高等女学校、現 東京都立竹台高等学校
- 東京都立浅草高等女学校、現 東京都立浅草高等学校
- 東京都立鷺宮高等女学校、現 東京都立鷺宮高等学校
- 東京都立紅葉川高等女学校、現 東京都立紅葉川高等学校
- 東京都立雪谷高等女学校、現 東京都立雪谷高等学校
- 東京都立板橋高等女学校、現 東京都立板橋高等学校
- 東京都立足立高等女学校、現 東京都立足立高等学校
- 東京都立大崎高等女学校、現 東京都立大崎高等学校
- 東京都立本所高等女学校、現 東京都立本所高等学校
- 東京都立向丘高等女学校、現 東京都立向丘高等学校
- 東京府八王子市立高等女学校、現 東京都立富士森高等学校
- 町田高等女学校（私立）・町田町立町田高等女学校、現 東京都立町田高等学校
- 東光高等女学校（私立）、現 東京都立府中高等学校

（私立）
- 三輪田高等女学校、現 三輪田学園中学校・高等学校
- 麹町高等女学校、現 麹町学園女子中学校・高等学校
- 雙葉高等女学校、現 雙葉中学校・高等学校
- 仏英和高等女学校・白百合高等女学校、現 白百合学園中学校・高等学校
- 千代田高等女学校、現 武蔵野大学附属千代田高等学院・千代田女学園中学校
- 九段精華高等女学校 ⇒（1945年空襲で全焼、廃校）
- 大妻高等女学校、現 大妻中学校・高等学校
- 東京家政学院高等女学校、現 東京家政学院中学校・高等学校
- 神田高等女学校、現 神田女学園中学校・高等学校
- 共立高等女学校、現 共立女子中学校・高等学校
- 日本橋高等女学校・日本橋女学館高等女学校、現 開智日本橋学園中学・高等学校
- 東京高等女学校、現 芝国際中学校・高等学校
- 聖心女子学院高等女学校、現 聖心女子学院中等科・高等科
- 頌栄高等女学校、現 頌栄女子学院中学校・高等学校
- 普連土女学校（高等女学校令準拠）・聖友女学校、現 普連土学園中学校・高等学校
- 順心高等女学校、現 広尾学園中学校・高等学校
- 東洋英和女学校（高等女学校令準拠）、現 東洋英和女学院中学部・高等部
- 山脇高等女学校、現 山脇学園中学校・高等学校
- 成女高等女学校、現 成女学園中学校・成女高等学校
- 東洋高等女学校、現 東洋女子高等学校
- 京華高等女学校、現 京華女子中学校・高等学校
- 跡見高等女学校、現 跡見学園中学校・高等学校
- 東邦高等女学校、現 東邦音楽大学附属東邦中学校・高等学校
- 錦秋高等女学校 ⇒ 錦秋学園高等学校（1974年：閉校）
- 桜蔭高等女学校、現 桜蔭中学校・高等学校
- 上野高等女学校、現 上野学園中学校・高等学校
- 中村高等女学校、現 中村中学校・高等学校
- 品川高等女学校、現 品川女子学院中等部・高等部
- 立正学園高等女学校、現 文教大学付属中学校・高等学校
- 青蘭高等女学校、現 青稜中学校・高等学校
- 大井高等女学校、現 品川翔英中学・高等学校
- 中延学園高等女学校、現 朋優学院高等学校
- 香蘭女学校（高等女学校令準拠）・香蘭高等女学校、現 香蘭女学校中等科・高等科
- 日出高等女学校、現 目黒日本大学中学校・高等学校
- 常磐松高等女学校、現 トキワ松学園中学校・高等学校
- 八雲高等女学校、現 八雲学園中学校・高等学校
- 杉立高等女学校・東調布高等女学校（1949年：閉校）
- 立華高等女学校 ⇒ 立華女子高等学校（1971年：閉校）
- 蒲田高等女学校、現 羽田国際高等学校
- 帝国女子専門学校附設日本高等女学校 ⇒ 日本女子高等学校（1955年、閉校）
- 三田高等女学校・戸板高等女学校、現 三田国際学園中学校・高等学校
- 大森高等女学校、現 三田国際学園中学校・高等学校
- 日本女子高等学院高等女学部・昭和高等女学校、現 昭和女子大学附属昭和中学校・高等学校
- 調布高等女学校、現 田園調布学園中等部・高等部
- 成城高等女学校、現 成城学園中学校高等学校
- 岩佐高等女学校・第二岩佐高等女学校、現 佼成学園女子中学校・高等学校
- 世田谷町高等女学校・世田谷高等女学校・鷗友学園高等女学校、現 鷗友学園女子中学校・高等学校
- 恵泉女学園（高等女学校令準拠）、現 恵泉女学園中学校・高等学校
- 青葉高等女学校 ⇒ 青葉学園中高等学校（1988年：閉校）
- 大東学園高等女学校、現 大東学園高等学校
- 国本高等女学校、現 国本女子中学校・高等学校
- 東京女学館（高等女学校令準拠）、現 東京女学館中学校・高等学校
- 実践女学校高等女学部・実践高等女学校、現 実践女子学園中学校・高等学校
- 実践第二高等女学校、現 実践女子学園中学校・高等学校
- 関東高等女学校、現 関東国際高等学校
- 青山学院高等女学部、現 青山学院中等部・高等部
- 渋谷高等女学校、現 渋谷教育学園渋谷中学高等学校
- 桜井高等女学校（柏木）
- 成美高等女学校・女子経済専門学校附属高等女学校、現 新渡戸文化中学校・高等学校
- 堀越高等女学校、現 堀越高等学校
- 中野高等女学校、現 宝仙学園中学校・高等学校
- 文園高等女学校、現 大妻中野中学校・高等学校
- 桃園高等女学校（中野）
- 立教高等女学校、現 立教女学院中学校・高等学校
- 女子美術学校付属高等女学校・佐藤高等女学校、現 女子美術大学付属高等学校・中学校
- 向島高等女学校 ⇒（1943年：廃校、生徒は佐藤高等女学校へ）
- 城右高等女学校、現 文化学園大学杉並中学校・高等学校
- 立正高等女学校、現 東京立正中学校・高等学校
- 光塩高等女学校、現 光塩女子学院中等科・高等科
- 前田高等女学校、現 杉並学院高等学校
- 敷島高等女学校、現 日本大学第二中学校・高等学校
- 杉並高等女学校 ⇒《新制》杉並女子高等学校 ⇒（廃校）
- 晩香女学校（高等女学校令準拠）⇒（1950年：閉校）
- 文華高等女学校・十文字高等女学校、現 十文字中学校・高等学校
- 牛込高等女学校、現 豊島岡女子学園中学校・高等学校
- 川村女学院高等女学校、現 川村中学校・高等学校
- 武蔵野高等女学校、現 武蔵野中学高等学校
- 瀧野川高等女学校、現 瀧野川女子学園中学校・高等学校
- 国華高等女学校・荒川高等女学校 ⇒ 国華高等学校（休校）
- 北豊島高等女学校、現 北豊島中学校・高等学校
- 王子高等女学校・東京成徳高等女学校、現 東京成徳大学中学校・高等学校
- 淑徳高等女学校、現 淑徳中学校・高等学校
- 渡辺高等女学校、現 東京家政大学附属女子中学校・高等学校
- 富士見高等女学校、現 富士見中学高等学校
- 岩崎学園桜台高等女学校 ⇒（1949年：廃校）
- 芙蓉高等女学校、現 英明フロンティア中学校・高等学校
- 潤徳高等女学校、現 潤徳女子高等学校
- 修徳高等女学校、現 修徳中学校・高等学校
- 共栄高等女学校、現 共栄学園中学高等学校
- 江戸川高等女学校、現 江戸川女子中学校・高等学校
- 立川高等女学校、現 立川女子高等学校
- 成蹊高等女学校、現 成蹊中学校・高等学校
- 井之頭学園高等女学校・藤村高等女学校、現 藤村女子中学校・高等学校
- 帝国第一高等女学校、現 吉祥女子中学校・高等学校
- 明星学園高等女学校、現 明星学園中学校・高等学校
- 啓明学園高等女学部、現 啓明学園中学校・高等学校
- 山水高等女学校・桐朋高等女学校、現 桐朋女子中学校・高等学校
- 小石川高等女学校、現 文華女子高等学校
- 武蔵野女子学院高等女学校、現 武蔵野大学中学校・高等学校
- 玉川高等女学校、現 玉川学園中学部・高等部
- 桜美林学園高等女学校、現 桜美林中学校・高等学校
- 和光学園高等女学校、現 和光中学校・高等学校
- 駒沢高等女学校、現 駒沢学園女子中学校・高等学校

### 神奈川県
詳細は「旧制中等教育学校の一覧 (神奈川県)」を参照
（公立）
- 神奈川県高等女学校・神奈川県立高等女学校・神奈川県立横浜一高等女学校、現 神奈川県立横浜平沼高等学校
- 神奈川県立横浜二高等女学校、現 神奈川県立横浜立野高等学校
- 横須賀町豊島町組合立横須賀高等女学校・横須賀市立横須賀高等女学校・神奈川県立横須賀高等女学校、現 神奈川県立横須賀大津高等学校
- 小田原町立小田原高等女学校・神奈川県立小田原高等女学校、現 神奈川県立小田原高等学校
- 神奈川県立平塚高等女学校、現 神奈川県立平塚江南高等学校
- 神奈川県立厚木高等女学校、現 神奈川県立厚木東高等学校
- 藤沢町立藤沢高等女学校・藤沢市立高等女学校、現 神奈川県立藤沢清流高等学校
- 鳩川高等女学校・神奈川県立上溝高等女学校、現 神奈川県立上溝高等学校
- 伊勢原町立伊勢原高等女学校・伊勢原町外六か村学校組合立伊勢原高等女学校、現 神奈川県立伊勢原高等学校
- 秦野町立秦野高等女学校・神奈川県立秦野高等女学校、現 神奈川県立秦野総合高等学校
- 横浜市立高等女学校・横浜市立第一高等女学校、現 横浜市立桜丘高等学校
- 高津町立高津高等女学校・川崎市立高津高等女学校、現 川崎市立高津高等学校
- 横須賀市立高等女学校・横須賀市立第一高等女学校、現 横須賀市立横須賀総合高等学校
- 横須賀市立第二高等女学校、現 横須賀市立横須賀総合高等学校
- 川崎市立川崎高等女学校、現 川崎市立川崎高等学校・附属中学校
- 小田原市立高等女学校、現 神奈川県立小田原東高等学校
- 横須賀市立逗子高等女学校・横須賀市立第三高等女学校、現 神奈川県立逗子高等学校
- 横浜市立戸塚高等女学校、現 横浜市立戸塚高等学校
- 鎌倉市立高等女学校、現 神奈川県立鎌倉高等学校
- 大磯町立高等女学校、現 神奈川県立大磯高等学校
- 三崎町立高等女学校、現 神奈川県立三浦初声高等学校
- 平塚市立高等女学校、現 神奈川県立高浜高等学校
- 神奈川県立山北高等女学校、現 神奈川県立山北高等学校
- 学校組合立津久井高等女学校、現 神奈川県立津久井高等学校

（私立）
- 日本女子大学付属高等女学校（東京目白）、現 日本女子大学附属中学校・高等学校
- 横浜高等女学校、現 横浜学園中学校・高等学校
- 鎌倉高等女学校、現 鎌倉女学院中学校・高等学校
- 神奈川高等女学校、現 神奈川学園中学校・高等学校
- 児崎高等女学校・富士見丘高等女学校、現 横浜富士見丘学園中等教育学校
- 鶴見高等女学校、現 鶴見大学附属中学校・高等学校
- 洗足高等女学校（東京目黒）、現 洗足学園中学校・高等学校
- フヱリス和英女学校（高等女学校令準拠）、現 フェリス女学院中学校・高等学校
- 横浜紅蘭女学校（高等女学校令準拠）・横浜紅蘭高等女学校、現 横浜雙葉中学校・高等学校
- 明倫高等女学校、現 横浜清風高等学校
- 中原高等女学校、現 大西学園中学校・高等学校
- 高木高等女学校、現 英理女子学院高等学校
- 大和学園高等女学校、現 聖セシリア女子中学校・高等学校
- 乃木高等女学校・湘南白百合高等女学校・湘南白百合学園高等女学校、現 湘南白百合学園中学・高等学校
- 潤光高等女学校、現 法政大学国際高等学校
- 京浜高等女学校、現 横浜創英中学校・高等学校
- 北鎌倉高等女学校、現 北鎌倉女子学園中学校・高等学校
- 森村高等女学校（東京高輪）、現 森村学園中等部・高等部
- 信証高等女学校 ⇒ 信証高等学校・中学校（1971年：閉校）
- 大倉山高等女学校、現 東京都市大学等々力中学校・高等学校（東京都世田谷区）
- 聖園女学院高等女学校、現 聖園女学院中学校・高等学校

### 新潟県
詳細は「旧制中等教育学校の一覧 (新潟県)」を参照
- 新潟県高等女学校・新潟県立新潟高等女学校、現 新潟県立新潟中央高等学校
- 中頸城郡立高田高等女学校・新潟県立高田高等女学校、現 新潟県立高田北城高等学校
- 古志郡立長岡髙等女学校・長岡市立長岡髙等女学校・新潟県立長岡髙等女学校、現 新潟県立長岡大手高等学校
- 刈羽郡立高等女学校、新潟県立柏崎高等女学校、現 新潟県立柏崎常盤高等学校
- 新潟県立新発田高等女学校、現 新潟県立西新発田高等学校
- 西頸城郡立糸魚川高等女学校・新潟県立糸魚川高等女学校、現 新潟県立糸魚川高等学校
- 三条町立三条高等女学校・新潟県立三条高等女学校、現 新潟県立三条東高等学校
- 新潟県立巻高等女学校、現 新潟県立巻高等学校
- 新潟県立新津高等女学校、現 新潟県立新津高等学校
- 小千谷町立小千谷高等女学校・新潟県立小千谷高等女学校、現 新潟県立小千谷高等学校
- 新潟県立村上高等女学校、現 新潟県立村上桜ヶ丘高等学校
- 村松町立村松高等女学校、現 新潟県立村松高等学校
- 組合立佐渡高等女学校、現 新潟県立佐渡高等学校
- 新潟県立相川高等女学校・新潟県立河原田高等女学校、現 新潟県立佐渡高等学校
- 相川町立相川高等女学校、現 新潟県立佐渡高等学校
- 新潟市立高等女学校、現 新潟市立万代高等学校
- 見附町立見附高等女学校 ⇒（廃校）
- 加茂町立加茂高等女学校・新潟県立加茂高等女学校、現 新潟県立加茂高等学校
- 直江津町立直江津高等女学校・新潟県立直江津高等女学校、現 新潟県立直江津中等教育学校
- 新井町立新井高等女学校、現 新潟県立新井高等学校
- 十日町町立十日町高等女学校・新潟県立十日町高等女学校、現 新潟県立十日町高等学校
- 与板町立与板高等女学校、現 新潟県立正徳館高等学校
- 栃尾町立栃尾高等女学校、現 新潟県立栃尾高等学校
- 白根町立白根高等女学校 ⇒（廃校）
- 安塚村立安塚高等女学校 ⇒（廃校）
- 六日町町立高等女学校、現 新潟県立六日町高等学校
- 両津町立両津高等女学校、現 新潟県立佐渡中等教育学校

- 新潟女学校 ⇒（閉校）
- 聖友高等女学校 ⇒（閉校）

### 富山県
詳細は「旧制中等教育学校の一覧 (富山県)」を参照
- 富山県高等女学校・富山県立富山高等女学校、現 富山県立富山いずみ高等学校
- 富山県立高岡高等女学校、現 富山県立高岡西高等学校
- 富山市立富山高等女学校、現 富山県立富山高等学校
- 中新川郡立中新高等女学校・ 富山県立滑川高等女学校、現 富山県立滑川高等学校
- 富山県立魚津高等女学校、現 富山県立魚津高等学校
- 富山県立砺波高等女学校、現 富山県立となみ野高等学校
- 富山県立氷見高等女学校、現 富山県立氷見高等学校
- 富山県福光高等女学校、現 富山県立南砺福光高等学校
- 高岡市立高等女学校、現 富山県立高岡高等学校
- 高岡市立第二高等女学校、現 富山県立高岡高等学校
- 富山県立石動高等女学校、現 富山県立石動高等学校
- 富山県立新湊高等女学校、現 富山県立新湊高等学校
- 戸出町立戸出高等女学校、現 富山県立高岡南高等学校
- 泊町立泊高等女学校・富山県泊高等女学校、現 富山県立入善高等学校
- 富山県上市高等女学校、現 富山県立上市高等学校
- 八尾町立八尾高等女学校、現 富山県立八尾高等学校
- 富山県立富山第二高等女学校、現 富山県立富山中部高等学校

- 私立藤園高等女学校、現 龍谷富山高等学校

### 石川県
詳細は「旧制中等教育学校の一覧 (石川県)」を参照
- 金沢市高等女学校・石川県高等女学校・石川県立高等女学校・石川県立第一高等女学校・石川県立金沢第一高等女学校、現 石川県立金沢二水高等学校
- 石川県立金沢第二高等女学校、現 石川県立金沢桜丘高等学校
- 石川県能美郡高等女学校・石川県立小松高等女学校、現 石川県立小松高等学校
- 小松市立高等女学校、現 石川県立小松高等学校
- 石川県江沼郡高等女学校・石川県立大聖寺高等女学校、現 石川県立大聖寺高等学校
- 石川県立七尾高等女学校、現 石川県立七尾高等学校
- 石川県立飯田高等女学校、現 石川県立飯田高等学校
- 羽咋町立羽咋高等女学校・石川県立羽咋高等女学校、現 石川県立羽咋高等学校
- 輪島町立高等女学校・石川県立輪島高等女学校、現 石川県立輪島高等学校
- 津幡町外五町村組合津幡高等女学校・石川県立津幡高等女学校、現 石川県立津幡高等学校
- 石川県立松任高等女学校、現 石川県立翠星高等学校
- 富来町立高等女学校、現 石川県立志賀高等学校
- 石川県宇出津町立高等女学校、現 石川県立能登高等学校
- 町野町立高等女学校、現 石川県立能登高等学校
- 鶴来町立高等女学校、現 石川県立鶴来高等学校
- 金城高等女学校、現 遊学館高等学校
- 藤花高等女学校、現 金沢龍谷高等学校
- 北陸女学校（高等女学校令準拠）、現 北陸学院中学校・高等学校

### 福井県
詳細は「旧制中等教育学校の一覧 (福井県)」を参照
- 福井県高等女学校・福井県立福井高等女学校、現 福井県立藤島高等学校
- 福井県武生高等女学校・福井県立武生高等女学校、現 福井県立武生高等学校
- 武生町立高等女学校、現 福井県立武生高等学校
- 福井県立敦賀高等女学校、現 福井県立敦賀高等学校
- 福井県立小浜高等女学校、現 福井県立若狭高等学校
- 福井県大野高等女学校・福井県立大野高等女学校、現 福井県立大野高等学校
- 丸岡町立丸岡高等女学校・福井県立丸岡高等女学校、現 福井県立丸岡高等学校
- 福井県立鯖江高等女学校、現 福井県立鯖江高等学校
- 福井県立三国高等女学校、現 福井県立三国高等学校
- 福井県立丹生高等女学校、現 福井県立丹生高等学校
- 福井市立高等女学校、現 福井県立福井商業高等学校

- 福井県勝山精華高等女学校（私立）、現 福井県立奥越明成高等学校
- 私立福井仁愛高等女学校、現 仁愛女子高等学校

### 山梨県
詳細は「旧制中等教育学校の一覧 (山梨県)」を参照
- 山梨県高等女学校・山梨県立高等女学校・山梨県立第一高等女学校・山梨県立甲府高等女学校、現 山梨県立甲府西高等学校
- 東山梨郡立東山梨高等女学校・山梨県立第二高等女学校・山梨県立山梨高等女学校、現 山梨県立山梨高等学校
- 山梨県立第三高等女学校・山梨県立巨摩高等女学校、現 山梨県立巨摩高等学校
- 山梨県立第四高等女学校・山梨県立都留高等女学校、現 山梨県立都留高等学校
- 南都留郡谷村町立谷村高等女学校・山梨県立谷村高等女学校、現 山梨県立都留興譲館高等学校
- 町村組合立岳麓高等女学校・山梨県立岳麓高等女学校、現 山梨県立吉田高等学校
- 市川大門町立市川高等女学校、現 山梨県立青洲高等学校
- 山梨県立身延高等女学校、現 山梨県立身延高等学校
- 山梨県立韮崎高等女学校、現 山梨県立韮崎高等学校

- 甲府湯田高等女学校、現 甲斐清和高等学校
- 山梨栄和高等女学校、現 山梨英和中学校・高等学校

### 長野県
詳細は「旧制中等教育学校の一覧 (長野県)」を参照
- 長野町立長野高等女学校・長野市立長野高等女学校・長野県立長野高等女学校・長野県長野高等女学校、現  長野県長野西高等学校
- 松本高等女学校・長野県立代用松本町立高等女学校・長野県市立松本高等女学校・長野県立松本高等女学校・長野県松本高等女学校、現 長野県松本蟻ヶ崎高等学校
- 長野県松本第二高等女学校・長野県松本真澄高等学校、現 長野県松本蟻ヶ崎高等学校
- 小県郡立上田高等女学校・長野県立上田高等女学校・長野県上田高等女学校、現 長野県上田染谷丘高等学校
- 下伊那郡立下伊那高等女学校・長野県立飯田高等女学校・長野県飯田高等女学校、現 長野県飯田風越高等学校
- 飯田市立高等女学校、現 長野県飯田風越高等学校
- 上諏訪町立諏訪高等女学校・長野県立諏訪高等女学校・長野県諏訪高等女学校、現 長野県諏訪二葉高等学校
- 長野県南佐久郡立野沢高等女学校・長野県南佐久高等女学校・長野県野沢高等女学校、現 長野県野沢南高等学校
- 上伊那郡立伊那高等女学校・長野県伊那高等女学校、現 長野県伊那弥生ヶ丘高等学校
- 伊那町立高等女学校・長野県伊那南高等女学校、現 長野県伊那弥生ヶ丘高等学校
- 長野県北安曇郡大町高等女学校・長野県大町高等女学校、現 長野県大町岳陽高等学校
- 平野村立平野高等女学校・長野県平野高等女学校・長野県諏訪第二高等女学校・長野県岡谷高等女学校、現 長野県岡谷東高等学校
- 岡谷市立高等女学校、現 長野県岡谷東高等学校
- 下水内郡立下水内高等女学校・長野県飯山高等女学校、現 長野県飯山高等学校
- 長野県須坂高等女学校、現 長野県須坂東高等学校
- 小諸町立小諸高等女学校・長野県小諸高等女学校、現 長野県小諸高等学校
- 長野県更級高等女学校・長野県篠ノ井高等女学校、現 長野県篠ノ井高等学校
- 長野県豊科高等女学校、現 長野県豊科高等学校
- 下高井郡町村組合立長野県下高井高等女学校・長野県中野高等女学校、現 長野県中野立志館高等学校
- 長野県木曽高等女学校、現 長野県木曽青峰高等学校
- 長野県埴科高等女学校・長野県屋代高等女学校、現 長野県屋代南高等学校
- 長野県松代高等女学校・組合立長野県松代高等女学校、現 長野県松代高等学校
- 岩村田町立岩村田高等女学校、現 長野県岩村田高等学校
- 長野県望月高等女学校、現 長野県望月高等学校
- 長野県塩尻高等女学校、現 長野県塩尻志学館高等学校
- 松本市立高等女学校、現 長野県松本美須々ヶ丘高等学校
- 長野県上田市立高等女学校、現 長野県上田千曲高等学校
- 長野県丸子高等女学校、現 長野県丸子修学館高等学校
- 長野県永明高等女学校、現 長野県茅野高等学校
- 長野県中箕輪高等女学校、現 長野県箕輪進修高等学校
- 軽井沢町立軽井沢高等女学校・長野県軽井沢高等女学校、現 長野県軽井沢高等学校
- 長野県伊那富高等女学校・長野県辰野高等女学校、現 長野県辰野高等学校
- 長野県赤穂高等女学校、現 長野県赤穂高等学校
- 高遠町立高遠高等女学校、現 長野県高遠高等学校
- 長野市立高等女学校、現 長野市立長野中学校・高等学校
- 長野県臼田高等女学校、現 長野県佐久平総合技術高等学校
- 諏訪市立高等女学校、現 長野県諏訪実業高等学校
- 上水内郡水内高等女学校、現 長野県篠ノ井高等学校犀峡校

### 岐阜県
詳細は「旧制中等教育学校の一覧 (岐阜県)」を参照
- 岐阜市立高等女学校・岐阜県立岐阜高等女学校、現 岐阜県立岐阜高等学校
- 大垣町立高等女学校・岐阜県立大垣高等女学校、現 岐阜県立大垣北高等学校
- 大垣市立高等女学校、現 岐阜県立大垣北高等学校
- 中津町立中津高等女学校・岐阜県立中津高等女学校、現 岐阜県立中津高等学校
- 岐阜県立加納高等女学校、現 岐阜県立加納高等学校
- 高山町立高山高等女学校・岐阜県立高山高等女学校、現 岐阜県立飛騨高山高等学校
- 海津郡立海津高等女学校・岐阜県立海津高等女学校、現 岐阜県立海津明誠高等学校
- 本巣郡立本巣高等女学校・岐阜県立本巣高等女学校、現 岐阜県立本巣松陽高等学校
- 武儀郡立武儀高等女学校・岐阜県武儀高等女学校、現 岐阜県立関高等学校
- 岐阜県羽島高等女学校、現 岐阜県立羽島高等学校
- 岐阜県八幡高等女学校・岐阜県立八幡高等女学校、現 岐阜県立郡上高等学校
- 多治見町立高等女学校、現 岐阜県立多治見高等学校
- 多治見市立多治見高等女学校、現 岐阜県立多治見高等学校
- 岐阜市立高等女学校・岐阜市立女子高等学校、現 岐阜県立岐阜北高等学校
- 八百津町立高等女学校・岐阜県八百津高等女学校、現 岐阜県八百津高等学校
- 岐阜県船津高等女学校・岐阜県立船津高等女学校、現 岐阜県立飛騨神岡高等学校

- 富田高等女学校、現 富田高等学校
- 佐々木高等女学校・鶯谷高等女学校、現 鶯谷中学・高等学校
- 片桐高等女学校・岐阜済美高等女学校、現 済美高等学校

### 静岡県
詳細は「旧制中等教育学校の一覧 (静岡県)」を参照
- 浜松町立浜松高等女学校、浜松市立浜松高等女学校、現 浜松市立高等学校
- 田方郡立三島高等女学校・静岡県立三島高等女学校、現 静岡県立三島北高等学校
- 駿東高等女学校（私立）・駿東郡立駿東高等女学校、静岡県立沼津高等女学校、現 静岡県立沼津西高等学校
- 静岡県立高等女学校・静岡県立静岡高等女学校、現 静岡県立静岡城北高等学校
- 磐田郡立高等女学校・静岡県磐田高等女学校・静岡県立見付高等女学校、現 静岡県立磐田北高等学校
- 中泉高等女学校（私立）、現 静岡県立磐田北高等学校
- 組合立巴高等女学校・安倍郡立巴高等女学校・静岡県立清水高等女学校、現 静岡県立清水西高等学校
- 組合立富士高等女学校・静岡県立富士高等女学校、現 静岡県立吉原高等学校
- 志太郡立志太高等女学校・静岡県志太高等女学校・静岡県立藤枝高等女学校、現 静岡県立藤枝西高等学校
- 賀茂郡立賀茂高等女学校・静岡県立下田高等女学校、現 静岡県立下田高等学校
- 静岡県島田高等女学校・静岡県立島田高等女学校、現 静岡県立島田高等学校
- 静岡県立掛川高等女学校、現 静岡県立掛川東高等学校
- 静岡県二俣高等女学校、現 静岡県立二俣高等学校
- 北浜高等女学校・笠井高等女学校・静岡県立浜名高等女学校、現 静岡県立浜名高等学校
- 静岡県立榛原高等女学校、現 静岡県立榛原高等学校
- 静岡県立大宮高等女学校・静岡県立富士宮高等女学校、現 静岡県立富士宮東高等学校
- 静岡県立大仁高等女学校、現 静岡県立伊豆総合高等学校
- 静岡県伊東高等女学校、現 静岡県立伊東高等学校
- 静岡県森町高等女学校、現 静岡県立遠江総合高等学校
- 熱海市立熱海高等女学校、現 静岡県立熱海高等学校
- 静岡県気賀高等女学校、現 静岡県立浜松湖北高等学校
- 静岡県松崎高等女学校、現 静岡県立松崎高等学校
- 新居町立新居高等女学校、現 静岡県立新居高等学校
- 静岡県立相良高等女学校、現 静岡県立相良高等学校
- 浦川町立浦川高等女学校 ⇒（廃校）

- 私立静岡高等女学校 ⇒（廃校）
- 不二高等女学校、現 静岡雙葉中学校・高等学校
- 静岡精華高等女学校、現 静岡大成中学校・高等学校
- 西遠高等女学校、現 静岡県西遠女子学園中学校・高等学校
- 誠心高等女学校、現 浜松開誠館中学校・高等学校
- 沼津精華高等女学校、現 沼津中央高等学校
- 静岡県富士見高等女学校、現 静岡県富士見中学校・高等学校
- 静陵高等女学校、現 静岡英和女学院中学校・高等学校
- 沼津学園高等女学校、現 飛龍高等学校
- 北豆高等女学校、現 知徳高等学校
- 信愛高等女学校、現 浜松学芸中学校・高等学校

### 愛知県
詳細は「旧制中等教育学校の一覧 (愛知県)」を参照
（公立）
- 名古屋市立高等女学校、名古屋市立第一高等女学校、現 名古屋市立菊里高等学校
- 愛知県立高等女学校・愛知県立第一高等女学校、現 愛知県立明和高等学校
- 豊橋町立高等女学校・豊橋市立高等女学校、現 愛知県立豊橋東高等学校
- 岡崎町立高等女学校・岡崎市立高等女学校、現 愛知県立岡崎北高等学校
- 愛知県知多郡立高等女学校・愛知県知多高等女学校・愛知県半田高等女学校、現 愛知県立半田高等学校
- 半田市立高等女学校、現 愛知県立半田高等学校
- 名古屋市立第二高等女学校、現 名古屋市立向陽高等学校
- 愛知県立第二高等女学校、現 愛知県立名古屋西高等学校
- 一宮町立高等女学校・一宮高等女学校、現 愛知県立一宮高等学校
- 津島町立高等女学校・愛知県津島高等女学校・愛知県立津島高等女学校、現 愛知県立津島高等学校
- 西尾町立西尾高等女学校・愛知県立西尾高等女学校、現  愛知県立西尾高等学校
- 犬山町立高等女学校・愛知県犬山高等女学校、現 愛知県立犬山高等学校
- 宝飯郡高等女学校・愛知県国府高等女学校、現 愛知県立国府高等学校
- 町立豊川高等女学校・豊川市立高等女学校、現 愛知県立国府高等学校
- 愛知県立新城高等女学校、現 愛知県立新城有教館高等学校
- 安城町立安城高等女学校・愛知県立安城高等女学校、現 愛知県立安城高等学校
- 碧海郡刈谷町立刈谷高等女学校・愛知県立刈谷高等女学校、現 愛知県立刈谷北高等学校
- 愛知県丹羽郡立丹羽高等女学校・愛知県立丹羽高等女学校、現 愛知県立尾北高等学校
- 愛知県横須賀町立横須賀高等女学校・愛知県立横須賀高等女学校、現 愛知県立横須賀高等学校
- 名古屋市立第三高等女学校、現 愛知県立旭丘高等学校
- 瀬戸町立愛知県瀬戸高等女学校・愛知県立瀬戸高等女学校、現 愛知県立瀬戸高等学校
- 蒲郡町立蒲郡高等女学校、現 愛知県立蒲郡高等学校
- 挙母町立挙母高等女学校、現 愛知県立豊田東高等学校
- 小牧町立小牧高等女学校、現 愛知県立小牧高等学校
- 名古屋市立第四高等女学校、現 名古屋市立桜台高等学校
- 愛知県田原高等女学校、現 愛知県立成章高等学校

（私立）
- 愛知淑徳高等女学校、現 愛知淑徳中学校・高等学校
- 椙山高等女学校・椙山第一高等女学校、現 椙山女学園中学校・高等学校
- 椙山第二高等女学校・椙山女子専門学校附属高等女学校、現 椙山女学園中学校・高等学校
- 中京高等女学校、現 至学館高等学校
- 名古屋高等女学校、現 名古屋葵大学中学校・高等学校
- 緑ヶ丘高等女学校、現 名古屋女子大学中学校・高等学校
- 桜花高等女学校・桜花女子学園、現 桜花学園高等学校
- 稲沢高等女学校、現 愛知啓成高等学校
- 金城女子専門学校付属高等女学部、現 金城学院中学校・高等学校
- 瑞穂高等女学校、現 愛知みずほ大学瑞穂高等学校
- 豊橋桜ケ丘高等女学校、現 桜丘中学校・高等学校

### 三重県
詳細は「旧制中等教育学校の一覧 (三重県)」を参照
- 三重県立高等女学校・三重県立津高等女学校、現 三重県立津高等学校
- 津市立高等女学校、現 三重県立津高等学校
- 四日市市立高等女学校、現 三重県立四日市高等学校
- 四日市市立富州原高等女学校・四日市市立北高等女学校、現 三重県立四日市高等学校
- 桑名郡立高等女学校・三重県立桑名高等女学校、現 三重県立桑名高等学校
- 桑名市立高等女学校、現 三重県立桑名高等学校
- 宇治山田市立高等女学校・三重県宇治山田高等女学校、現 三重県立宇治山田高等学校
- 飯南郡立高等女学校・松阪町外25か村組合立飯南高等女学校・三重県立飯南高等女学校、現 三重県立松阪高等学校
- 松阪市立高等女学校、現 三重県立松阪高等学校
- 阿山郡立高等女学校・三重県立阿山高等女学校、現 三重県立上野高等学校
- 上野市立高等女学校、現 三重県上野高等学校
- 南牟婁郡立高等女学校・三重県立南牟婁高等女学校、現 三重県立木本高等学校
- 白子町外21か村組合立高等女学校・三重県立河芸高等女学校、現 三重県立白子高等学校
- 鈴鹿市立高等女学校、現 三重県立神戸高等学校
- 鈴鹿郡立鈴鹿高等女学校・亀山町外18ヵ町村組合立鈴鹿高等女学校・三重県立鈴鹿高等女学校、現 三重県立亀山高等学校
- 三重県立尾鷲高等女学校、現 三重県立尾鷲高等学校
- 三重県立名張高等女学校、現 三重県立名張高等学校
- 鳥羽高等女学校、現 三重県立鳥羽高等学校

### 滋賀県
詳細は「旧制中等教育学校の一覧 (滋賀県)」を参照
- 彦根町立高等女学校・滋賀県立彦根高等女学校、現 滋賀県立彦根翔西館高等学校）
- 滋賀県立大津高等女学校、現 滋賀県立大津高等学校
- 滋賀県大津市高等女学校、現 滋賀県立大津高等学校
- 長浜町立長浜高等女学校・滋賀県立長浜高等女学校、現 滋賀県立長浜北高等学校
- 滋賀県立日野高等女学校、現 滋賀県立日野高等学校
- 滋賀県立愛知高等女学校、現 滋賀県立愛知高等学校
- 組合立寺庄高等女学校、現 滋賀県立甲南高等学校
- 水口町立水口高等女学校・滋賀県立水口高等女学校、現 滋賀県立水口高等学校
- 滋賀県立草津高等女学校、現 滋賀県立草津高等学校
- 滋賀県立八幡高等女学校、現 滋賀県立八幡商業高等学校
- 滋賀県立藤樹高等女学校、現 滋賀県立高島高等学校
- 彦根市立彦根高等女学校 ⇒（1944年廃校、生徒は県立彦根商業学校へ）
- 滋賀県木之本高等女学校・滋賀県立木之本高等女学校、現 滋賀県立伊香高等学校
- 高宮町立高宮高等女学校

- 近江兄弟社高等女学校、現 近江兄弟社中学校・高等学校
- 近江高等女学校、現 近江高等学校

### 京都府
詳細は「旧制中等教育学校の一覧 (京都府)」を参照
（公立）
- 京都府高等女学校・京都府立第一高等女学校・京都府立京都第一高等女学校、現 京都府立鴨沂高等学校
- 京都府立第二高等女学校・京都府立京都第二高等女学校、現 京都府立朱雀高等学校
- 南桑田郡立高等女学校・京都府立亀岡高等女学校、現 京都府立亀岡高等学校
- 与謝郡立高等女学校・京都府立宮津高等女学校、現 京都府立宮津天橋高等学校
- 京都府加佐郡立高等女学校・京都府立舞鶴高等女学校・京都府立舞鶴第一高等女学校、現 京都府立西舞鶴高等学校
- 京都市立高等女学校・京都市立第一高等女学校・京都市立堀川高等女学校、現 京都市立堀川高等学校
- 船井郡立高等女学校・京都府立園部高等女学校 ⇒（1926年：閉校）
- 京都府天田郡立高等女学校・京都府立福知山高等女学校、現 京都府立福知山高等学校・附属中学校
- 京都市立第二高等女学校・京都市立二条高等女学校 ⇒（1948年：閉校）
- 京都府立桃山高等女学校、現 京都府立桃山高等学校
- 京都府何鹿高等女学校・京都府立綾部高等女学校、現 京都府立綾部高等学校
- 京都府立東舞鶴高等女学校・京都府立舞鶴第二高等女学校、現 京都府立東舞鶴高等学校
- 東舞鶴市立東舞鶴高等女学校・舞鶴市立中舞鶴高等女学校、現 京都府立東舞鶴高等学校
- 京都府立嵯峨野高等女学校、現 京都府立鴨沂高等学校、（および再発足）京都府立嵯峨野高等学校
- 京都市立伏見高等女学校、現 京都市立開建高等学校
- 京都府立峰山高等女学校、現 京都府立峰山高等学校
- 京都府立城南高等女学校、現 京都府立城南菱創高等学校

（私立）
- 同志社女学校高等普通部・同志社女学校普通学部・同志社高等女学部・同志社高等女学校、現 同志社女子中学校・高等学校
- 平安高等女学校、現 平安女学院中学校・高等学校
- 京都淑女高等女学校 ⇒ 京都淑女中学校・高等学校（1953年：閉校）
- 菊花高等女学校 ⇒（1948年：閉校）
- 京都高等女学校、現 京都女子中学校・高等学校
- 精華高等女学校、現 京都精華学園中学校・高等学校
- 華頂高等女学校、現 華頂女子中学校・高等学校
- 明徳高等女学校、現 京都明徳高等学校
- 西山高等女学校、現 京都西山高等学校
- 家政学園高等女学校、現 京都文教中学校・高等学校
- 京都成安高等女学校、現 京都産業大学附属中学校・高等学校
- 光華高等女学校、現 京都光華中学校・高等学校
- 園部菊花高等女学校、現 京都聖カタリナ高等学校

### 大阪府
詳細は「旧制中等教育学校の一覧 (大阪府)」を参照
（公立）
- 大阪府高等女学校・大阪市立大阪高等女学校・大阪市立第一高等女学校・大阪府中之島高等女学校・大阪府立中之島高等女学校・大阪府立堂島高等女学校・大阪府立梅田高等女学校・大阪府立大手前高等女学校、現 大阪府立大手前高等学校
- 大阪府清水谷高等女学校・大阪府立清水谷高等女学校、現 大阪府立清水谷高等学校
- 大阪府立島之内高等女学校・大阪府立夕陽丘高等女学校、現 大阪府立夕陽丘高等学校
- 大阪府立江戸堀高等女学校・大阪府立市岡高等女学校、現 大阪府立港高等学校
- 堺市立堺高等女学校・大阪府立堺高等女学校、現 大阪府立泉陽高等学校
- 泉南郡立泉南高等女学校・大阪府立泉南高等女学校・大阪府立岸和田高等女学校、現 大阪府立和泉高等学校
- 大阪府立第七高等女学校・大阪府立泉尾高等女学校、現 大阪府立大正白稜高等学校
- 南河内郡立実科高等女学校・南河内郡立河南高等女学校・大阪府立河南高等女学校・大阪府立富田林高等女学校、現 大阪府立河南高等学校
- 学校組合立河北高等女学校・北河内郡立河北高等女学校・大阪府立河北高等女学校・大阪府立寝屋川高等女学校、現 大阪府立寝屋川高等学校
- 三島郡立三島高等女学校・大阪府三島高等女学校・大阪府立三島高等女学校・大阪府立茨木高等女学校、現 大阪府立春日丘高等学校
- 大阪府立第十一高等女学校・大阪府立阿部野高等女学校、現 大阪府立阿倍野高等学校
- 大阪府立第十二高等女学校・大阪府立生野高等女学校、現 大阪府立大阪わかば高等学校
- 大阪府立第十三高等女学校・大阪府立八尾高等女学校、現 大阪府立山本高等学校
- 大阪府立第十四高等女学校・大阪府立豊中高等女学校、現 大阪府立桜塚高等学校
- 大阪府立大津高等女学校、現 大阪府立泉大津高等学校
- 大阪府立佐野高等女学校、現 大阪府立佐野高等学校
- 大阪府立黒山高等女学校、現 大阪府立登美丘高等学校

- 池田市立高等女学校、現 大阪府立渋谷高等学校
- 堺市立高等女学校・堺市立百舌鳥高等女学校、現 大阪府立堺西高等学校
- 清友学園高等女学校（私立）、現 大阪府立みどり清朋高等学校
- 大阪市立高等女学校・大阪市立扇町高等女学校、現 大阪市立咲くやこの花中学校・高等学校
- 大阪市立中之島高等女学校、現 大阪市立咲くやこの花中学校・高等学校
- 大阪市立桜宮高等女学校、現 大阪市立桜宮高等学校
- 大阪市立下福島高等女学校、現 大阪市立西高等学校
- 大阪市立西華高等女学校、現 大阪市立西高等学校
- 大阪市立船場高等女学校、現 大阪市立東高等学校
- 大阪市立東高等女学校、現 大阪市立東高等学校
- 大阪市立南高等女学校、現 大阪市立南高等学校
- 大阪市立南第二高等女学校（夜間部）⇒ 大阪市立南第二高等学校（定時制）⇒（閉校）
- 堺市立高等女学校 ⇒（廃校、生徒は大阪府立三国丘高等学校・大阪府立泉陽高等学校へ編入）、現 大阪府立堺西高等学校が継承
- 貝塚市立高等女学校 ⇒（廃校、生徒は府立和泉高等学校・府立佐野高等学校、一部は貝塚市立高等学校へ編入）
- 岸和田市立高等女学校 ⇒（廃校、生徒は府立岸和田高等学校・府立和泉高等学校へ編入）
- 豊中市立高等女学校 ⇒（廃校、生徒は大阪府立桜塚高等学校へ編入）

（私立）
- 相愛高等女学校、現 相愛中学校・高等学校
- 大阪信愛高等女学校、現 大阪信愛学院中学校・高等学校
- 金蘭会高等女学校、現 金蘭会中学校・高等学校
- 梅花高等女学校、現 梅花中学校・高等学校
- 樟蔭高等女学校、現 樟蔭中学校・高等学校
- 宣真高等女学校、現 宣真高等学校
- 明浄高等女学校、現 明浄学院高等学校
- 天王寺高等女学校、現 四天王寺中学校・高等学校
- 羽衣高等女学校、現 羽衣学園中学校・高等学校
- 大谷高等女学校、現 大谷中学校・高等学校
- 聖母女学院高等女学校、現 香里ヌヴェール学院中学校・高等学校
- 静徳高等女学校・浪花高等女学校、現 金光藤蔭高等学校
- 帝塚山学院高等女学校、現 帝塚山学院中学校・高等学校
- 四條畷高等女学校、現 四條畷学園中学校・高等学校
- ウヰルミナ女学校高等女学部・大阪女学院高等女学部、現 大阪女学院中学校・高等学校
- プール高等女学校・聖泉高等女学校、現 プール学院中学校・高等学校
- 帝国高等女学校、現 大阪国際滝井高等学校
- 第二大谷高等女学校、現 東大谷高等学校
- 樟蔭東高等女学校、現 アナン学園高等学校
- 大阪成蹊高等女学校、現 大阪成蹊女子高等学校
- 愛泉高等女学校、現 香ヶ丘リベルテ高等学校
- 布施高等女学校、現 東大阪大学敬愛高等学校
- 薫英高等女学校、現 大阪薫英女学院中学校・高等学校
- 玉手山高等女学校、現 関西福祉科学大学高等学校
- 精華高等女学校、現 精華高等学校
- 淀之水高等女学校、現 昇陽中学校・高等学校
- 住吉高等女学校、現 清明学院高等学校
- 箕面学園高等女学校、現 箕面学園高等学校
- 燈影高等女学校 ⇒（1950年：廃校）
- 北野高等女学校・正和高等女学校
- 浪速高等女学校

### 兵庫県
詳細は「旧制中等教育学校の一覧 (兵庫県)」を参照
（公立）
- 兵庫県高等女学校・兵庫県立高等女学校・兵庫県立神戸高等女学絞・兵庫県立第一神戸高等女学絞・兵庫県立第一神戸女子高等学校・兵庫県立神戸欽松高等学校、現 兵庫県立神戸高等学校
- 津名郡三原郡組合立淡路高等女学校・兵庫県立淡路高等女学校、現 兵庫県立洲本高等学校
- 兵庫県立姫路高等女学校、現 兵庫県立姫路東高等学校
- 兵庫県城崎郡立高等女学校・兵庫県立豊岡高等女学校、現 兵庫県立豊岡高等学校
- 神戸市立第一高等女学校、現 神戸市立六甲アイランド高等学校
- 加古郡立高等女学校・兵庫県立加古川高等女学校、現 兵庫県立加古川西高等学校
- 多紀郡立高等女学校・兵庫県立篠山高等女学校、現 兵庫県立篠山鳳鳴高等学校
- 氷上郡立高等女学校・兵庫県立柏原高等女学校、現 兵庫県立柏原高等学校
- 揖保郡立高等女学校・兵庫県立龍野高等女学校、現 兵庫県立龍野高等学校
- 尼崎市立高等女学校、現 尼崎市立尼崎高等学校
- 西宮町立西宮高等女学校・西宮市立西宮高等女学校、現 西宮市立西宮高等学校
- 兵庫県明石高等女学校、現 兵庫県立明石南高等学校
- 川辺郡立高等女学校・兵庫県立伊丹高等女学校、現 兵庫県立伊丹高等学校
- 兵庫県加東郡立小野高等女学校・兵庫県立社高等女学校、現 兵庫県立社高等学校
- 兵庫県小野高等女学校、現 兵庫県立小野高等学校
- 神戸市立第二高等女学校、現 神戸市立須磨翔風高等学校
- 兵庫県立山崎高等女学校、現 兵庫県立山崎高等学校
- 兵庫県立福崎高等女学校、現 兵庫県立福崎高等学校
- 姫路市立高等女学校・姫路市立第一高等女学校、現 姫路市立琴丘高等学校
- 兵庫県立第二神戸高等女学校・兵庫県立第二神戸女子高等学校、現 兵庫県立夢野台高等学校
- 兵庫県立赤穂高等女学校、現 兵庫県立赤穂高等学校
- 兵庫県村尾高等女学校・兵庫県上郡高等女学校・兵庫県立上郡高等女学校、現 兵庫県立上郡高等学校
- 兵庫県立三田高等女学校、現 兵庫県立有馬高等学校
- 兵庫県生野高等女学校、現 兵庫県立生野高等学校
- 兵庫県立北条高等女学校、現 兵庫県立北条高等学校
- 兵庫県立三木高等女学校、現 兵庫県立三木高等学校
- 兵庫県立出石高等女学校、現 兵庫県立出石高等学校
- 志筑町立志筑高等女学校・兵庫県立志筑高等女学校、現 兵庫県立津名高等学校
- 兵庫県立第三神戸高等女学校、現 兵庫県立御影高等学校
- 住吉村立住吉高等女学校、現 兵庫県立御影高等学校
- 兵庫県立第四神戸高等女学校、現 兵庫県立兵庫高等学校
- 兵庫県飾磨高等女学校、現 姫路市立飾磨高等学校
- 兵庫県高砂高等女学校、現 兵庫県立高砂高等学校
- 真如高等女学校（私立）・三原郡19ヶ町村組合立兵庫県三原高等女学校・兵庫県立三原高等女学校、現 兵庫県立淡路三原高等学校
- 相生市立相生高等女学校、現 兵庫県立相生産業高等学校
- 伊丹市立高等女学校、現 伊丹市立伊丹高等学校

（私立）
- 日の本女学校・日の本高等女学校、現 日ノ本学園高等学校
- 親和高等女学校、現 親和中学校・親和女子高等学校
- 松蔭高等女学校、現 松蔭中学校・高等学校
- 甲南高等女学校、現 甲南女子中学校・高等学校
- 住吉聖心女子学院・小林聖心女子学院、 現 小林聖心女子学院中学校・高等学校
- 森高等女学校、現 神戸学院大学附属高等学校
- 神戸成徳高等女学校、現 神戸龍谷中学校・高等学校
- 神戸野田高等女学校、現 神戸野田高等学校
- 神戸山手高等女学校、現 神戸山手女子中学校・高等学校
- 増谷高等女学校、現 夙川学院中学校・高等学校
- 芦屋高等女学校、現 芦屋学園中学校・高等学校
- 園田高等女学校、現 園田学園中学校・高等学校
- 武庫川高等女学校、現 武庫川女子大学附属中学校・高等学校
- 甲子園高等女学校、現 甲子園学院中学校・高等学校
- 播磨高等女学校、現 姫路女学院中学校・高等学校
- 須磨高等女学校、現 須磨学園中学校・高等学校
- 須磨ノ浦高等女学校、現 兵庫大学附属須磨ノ浦高等学校
- 亀山高等女学校 ⇒（1934年：閉校）

### 奈良県
詳細は「旧制中等教育学校の一覧 (奈良県)」を参照
- 奈良県立奈良高等女学校・奈良女子高等師範学校附属高等女学校、現 奈良女子大学附属中等教育学校
- 奈良県立桜井高等女学校、現 奈良県立桜井高等学校
- 五條町立五條高等女学校・宇智郡立五條高等女学校・奈良県立五條高等女学校、現 奈良県立五條高等学校
- 奈良県立郡山高等女学校、現 奈良県立郡山高等学校
- 北葛城郡立奈良県高田高等女学校、奈良県立高田高等女学校、現 奈良県立高田高等学校
- 南葛城郡立御所高等女学校、奈良県立御所高等女学校、現 奈良県立青翔中学校・高等学校
- 奈良県立宇陀高等女学校、現 奈良県立宇陀高等学校
- 奈良県立吉野高等女学校、現 奈良県立奈良南高等学校
- 奈良市立高等女学校、現 奈良県立奈良高等学校
- 田原本高等女学校、現 奈良県立磯城野高等学校

- 天理高等女学校、現 天理高等学校
- 奈良育英高等女学校、現 奈良育英中学校・高等学校

### 和歌山県
詳細は「旧制中等教育学校の一覧 (和歌山県)」を参照
- 和歌山市立和歌山高等女学校・和歌山県立和歌山高等女学校、現 和歌山県立桐蔭中学校・高等学校
- 和歌山県立田辺高等女学校、現 和歌山県立田辺中学校・高等学校
- 和歌山県立新宮高等女学校、現 和歌山県立新宮高等学校
- 和歌山県立粉河高等女学校、現 和歌山県立粉河高等学校
- 和歌山県立日高高等女学校、現 和歌山県立日高高等学校
- 橋本町立高等女学校・伊都郡立橋本高等女学校・和歌山県立橋本高等女学校、現 和歌山県立古佐田丘中学校・橋本高等学校
- 有田郡立高等女学校・和歌山県立有田高等女学校、現 和歌山県立耐久高等学校
- 南部町立紀南高等女学校、現 和歌山県立南部高等学校
- 和歌山県立日方高等女学校、現 和歌山県立海南高等学校
- 和歌山県立野上高等女学校、現 和歌山県立海南高等学校
- 和歌山県古座高等女学校・和歌山県立古座高等女学校、現 和歌山県立串本古座高等学校
- 和歌山県立箕島高等女学校、現 和歌山県立箕島高等学校
- 和歌山県立笠田高等女学校、現 和歌山県立笠田高等学校
- 和歌山市立第一高等女学校、和歌山市立和歌山市高等女学校 ⇒（廃校）
- 和歌山県宮高等女学校・和歌山市宮高等女学校・和歌山市立第二高等女学校 ⇒ 和歌山市立和歌山市高等女学校（廃校）

- 修徳高等女学校、現 開智中学校・高等学校

### 鳥取県
詳細は「旧制中等教育学校の一覧 (鳥取県)」を参照
- 鳥取高等女学校（私立）・鳥取市立高等女学校（一次）・鳥取県立高等女学校・鳥取県立鳥取高等女学校、現 鳥取県立鳥取西高等学校
- 鳥取市立因幡高等女学校・鳥取市立高等女学校（二次）⇒（廃校）
- 西伯郡立西伯高等女学校・鳥取県立米子高等女学校、現 鳥取県立米子西高等学校
- 鳥取県立倉吉高等女学校、現 鳥取県立倉吉西高等学校
- 鳥取県立八頭高等女学校、現 鳥取県立八頭高等学校
- 鳥取県立根雨高等女学校、現 鳥取県立日野高等学校
- 由良町立由良高等女学校・鳥取県立由良高等女学校、現 鳥取県立鳥取中央育英高等学校
- 鳥取県立境高等女学校、現 鳥取県立境高等学校
- 米子市立淑徳高等女学校 ⇒（廃校）

### 島根県
詳細は「旧制中等教育学校の一覧 (島根県)」を参照
- 松江市立高等女学校（一次：1897年）・島根県立松江高等女学校、現 島根県立松江北高等学校、島根県立松江南高等学校
- 松江市立高等女学校（二次：1941年）、現 島根県立松江北高等学校、島根県立松江南高等学校
- 島根県高等女学校・島根県立高等女学校・島根県立浜田高等女学校、現 島根県立浜田高等学校
- 島根県立今市高等女学校、現 島根県立出雲高等学校
- 鹿足郡立高等女学校・島根県立津和野高等女学校、現 島根県立津和野高等学校
- 西郷町外11村組合立隠岐高等女学校・島根県立隠岐高等女学校、現 島根県立隠岐高等学校
- 島根県益田高等女学校・島根県立益田高等女学校、現 島根県立益田高等学校
- 島根県立大社高等女学校、現 島根県立大社高等学校
- 島根県立大田高等女学校、現 島根県立大田高等学校
- 島根県立安来高等女学校、現 島根県立安来高等学校
- 島根県立大東高等女学校、現 島根県立大東高等学校
- 島根県立平田高等女学校、現 島根県立平田高等学校
- 島根県立川本高等女学校、現 島根県立島根中央高等学校
- 島根県立温泉津高等女学校、現 島根県立邇摩高等学校

### 岡山県
詳細は「旧制中等教育学校の一覧 (岡山県)」を参照
- 岡山県高等女学校・岡山県第一岡山高等女学校、現 岡山県立岡山操山中学校・高等学校
- 岡山県第二岡山高等女学校、現 岡山県立岡山朝日高等学校
- 岡山県津山高等女学校、現 岡山県立津山中学校・高等学校
- 西大寺町立高等女学校・岡山県西大寺高等女学校・岡山県立西大寺高等女学校、現 岡山県立西大寺高等学校
- 岡山県井原町立高等女学校・岡山県井原高等女学校、現 岡山県立井原高等学校
- 岡山県立玉島高等女学校、現 岡山県立玉島高等学校
- 岡山県笠岡高等女学校、現 岡山県立笠岡高等学校
- 勝山町立勝山高等女学校・岡山県勝山高等女学校、現 岡山県立勝山高等学校
- 岡山県総社高等女学校・岡山県立総社高等女学校、現 岡山県立総社高等学校
- 精思高等女学校・倉敷高等女学校・岡山県倉敷高等女学校、現 岡山県立倉敷青陵高等学校
- 岡山県矢掛高等女学校、現 岡山県立矢掛高等学校
- 觀生高等女学校・岡山県鴨方高等女学校、現 岡山県立鴨方高等学校
- 岡山県寄島高等女学校 ⇒ 岡山県寄島高等学校 ⇒（岡山県立鴨方高等学校に統合）
- 順正高等女学校（私立）・岡山県順正高等女学校・岡山県高梁高等女学校、現 岡山県立高梁高等学校
- 龍王高等女学校・岡山県味野高等女学校、現 岡山県立倉敷鷲羽高等学校
- 組合立和気高等女学校・岡山県立和気高等女学校、現 岡山県立和気閑谷高等学校
- 瀬戸高等女学校、現 岡山県立瀬戸高等学校
- 岡山県久世高等女学校 ⇒（1930年：廃校）
- 岡山県立新見高等女学校、現 岡山県立新見高等学校
- 岡山県有漢高等女学校 ⇒（1928年：廃校）
- 邑久高等女学校、現 岡山県立邑久高等学校
- 岡山県牛窓高等女学校、現 岡山県立邑久高等学校
- 岡山県立落合高等女学校、現 岡山県立真庭高等学校
- 成羽町立岡山県成羽高等女学校・岡山県立成羽高等女学校、現 岡山県立高梁城南高等学校
- 岡山県林野高等女学校、現 岡山県立林野高等学校
- 岡山県勝間田高等女学校、現 岡山県立林野高等学校
- 岡山県福渡高等女学校、現 岡山県立岡山御津高等学校
- 岡山県日比高等女学校、現 岡山県立玉野高等学校
- 岡山県足守高等女学校 ⇒（1928年：廃校）
- 岡山県片上高等女学校 ⇒（廃校）

- 岡山県生石高等女学校、現 おかやま山陽高等学校
- 山陽高等女学校、現 山陽学園中学校・高等学校
- 就実高等女学校・岡山県就実高等女学校、現 就実中学校・高等学校
- 清心高等女学校、現 清心中学校・清心女子高等学校
- 岡山県真備高等女学校、現 明誠学院高等学校
- 岡山県美作高等女学校、現 岡山県美作高等学校
- 岡山県淳和高等女学校、現 岡山龍谷高等学校
- 岡山県備中高等女学校 ⇒（廃校）

### 広島県
詳細は「旧制中等教育学校の一覧 (広島県)」を参照
- 広島高等女学校（私立）・山中高等女学校（私立）・広島女子高等師範学校附属山中高等女学校（官立）・広島女子高等師範学校附属高等女学校、現 広島大学附属福山中学校・高等学校
- 広島県立高等女学校・広島県立広島第一高等女学校、現 広島県立広島皆実高等学校
- 広島県立広島第二高等女学校、現 広島県立広島皆実高等学校
- 広島市立第一高等女学校、現 広島市立舟入高等学校
- 深安郡福山町立福山高等女学校・広島県立福山高等女学校、現 広島県立福山葦陽高等学校
- 尾道市立高等女学校（一次）・広島県立尾道高等女学校、現 広島県立尾道東高等学校
- 共立尾道高等女学校（私立）・広島県栗原高等女学校・尾道市立高等女学校（二次）
- 日彰館高等女学校、現 広島県立日彰館高等学校
- 呉市立高等女学校・広島県立呉高等女学校・広島県立呉第一高等女学校、現 広島県立呉三津田高等学校
- 江田島高等女学校、現 広島県立呉三津田高等学校
- 広島県立呉第二高等女学校、現 広島県立広高等学校
- 双三郡立高等女学校・広島県立三次高等女学校、現 広島県立三次高等学校
- 豊田郡立豊田高等女学校・広島県立忠海高等女学校、現 広島県立忠海高等学校
- 広島県世羅高等女学校・広島県立甲山高等女学校、現 広島県立世羅高等学校
- 芦品郡立芦品高等女学校・広島県立府中高等女学校、現 広島県立府中高等学校
- 広島県立三原高等女学校、現 広島県立三原高等学校
- 三原市立三原高等女学校、現 広島県立三原高等学校
- 町村組合立広島県賀茂高等女学校・広島県立賀茂高等女学校、現 広島県立賀茂高等学校
- 広島県東城高等女学校・広島県立東城高等女学校、現 広島県立東城高等学校
- 広島県立上下高等女学校、現 広島県立上下高等学校
- 広島県立松永高等女学校、現 広島県立松永高等学校
- 高田郡坂村他2か村学校組合立高等女学校・向原村立高等女学校・向原町立高等女学校、現 広島県立向原高等学校
- 白市高等女学校（私立）・広島県河内高等女学校・財団法人広島県河内高等女学校、現 広島県立河内高等学校
- 門田高等女学校（私立）、現 福山市立福山中・高等学校
- 増川高等女学校（私立）、現 広島県立福山明王台高等学校
- 高田郡組合立吉田高等女学校・広島県立吉田高等女学校、現  広島県立吉田高等学校
- 広島県立可部高等女学校、現 広島県立可部高等学校
- 広島県立竹原高等女学校、現 広島県竹原高等学校
- 広島県三津高等女学校、現 広島県立豊田高等学校
- 広島県内海高等女学校、現 広島県立豊田高等学校
- 瀬戸田町立瀬戸田高等女学校・財団法人瀬戸田学園瀬戸田高等女学校、現 広島県立瀬戸田高等学校
- 広島県土生高等女学校・広島県立土生高等女学校、現 広島県立因島高等学校
- 広島県立海田高等女学校、現 広島県海田高等学校
- 広島県大竹高等女学校、現 広島県立大竹高等学校
- 広島県芸陽高等女学校、現 広島県立大崎海星高等学校
- 広島県町立西城高等女学校、現 広島県立西城紫水高等学校
- 大柿高等女学校（私立）、現 広島県立大柿高等学校
- 中村高等女学校（私立）、現 広島県立大柿高等学校
- 音戸町立音戸高等女学校、現 広島県立音戸高等学校

- 至誠高等女学校（私立）、現 広島県立戸手高等学校
- 新庄高等女学校、現 広島新庄中学校・高等学校
- 安田高等女学校、現 安田女子中学校・高等学校
- 祇園高等女学校、現 AICJ中学校・高等学校
- 安芸高等女学校 ⇒ 安芸女子高等学校（1954年：廃校）
- 婦徳高等女学校 ⇒ 猪野学園聖徳中学校・高等学校（1954年：廃校）
- 常盤高等女学校・西高等女学校 ⇒（1945年：原爆により全壊、廃校）
- 広島県山陽高等女学校、現 山陽女学園中等部・高等部
- 広島女学院高等女学校、現 広島女学院中学校・高等学校
- 進徳高等女学校、現 進徳女子高等学校
- 昭和高等女学校・比治山高等女学校、現 比治山女子中学校・高等学校
- 呉淑徳高等女学校、土肥高等女学校、呉精華高等女学校、現 清水ヶ丘高等学校

### 山口県
詳細は「旧制中等教育学校の一覧 (山口県)」を参照
- 徳基高等女学校（私立）・山口県立厚狭高等女学校、現 山口県立厚狭高等学校
- 山口高等女学校（私立）・毛利高等女学校（私立）・山口県立山口高等女学校、現 山口県立山口中央高等学校
- 豊浦郡立豊浦高等女学校・山口県立長府高等女学校、現 山口県立長府高等学校
- 山口県玖珂郡立岩国高等女学校・山口県立岩国高等女学校、現 山口県立岩国高等学校
- 下関市立下関高等女学校・山口県立下関高等女学校、現 山口県立下関南高等学校
- 山口県萩高等女学校・山口県立萩高等女学校、現 山口県立萩高等学校
- 山口県立深川高等女学校、現 山口県立大津緑洋高等学校
- 佐波郡立高等女学校・佐波郡立山口県佐波高等女学校・山口県立防府高等女学校、現 山口県立防府高等学校
- 宇部市立宇部高等女学校（一次：1922年）・山口県立宇部高等女学校、現 山口県立宇部高等学校
- 宇部市立宇部高等女学校（二次：1943年）、現 山口県立宇部高等学校
- 都濃郡立都濃高等女学校・山口県都濃高等女学校・山口県立徳山高等女学校、現 山口県立徳山高等学校
- 柳井町立柳井高等女学校・玖珂郡立柳井高等女学校・山口県立柳井高等女学校、現 山口県立柳井高等学校
- 大島郡立大島高等女学校・山口県立久賀高等女学校、現 山口県立周防大島高等学校
- 山口県田部高等女学校・山口県立田部高等女学校、現 山口県立田部高等学校
- 山口県立小郡高等女学校、現 山口県立山口農業高等学校
- 田布施町立山口県田布施高等女学校・山口県立熊毛高等女学校、現 山口県立熊毛南高等学校
- 平生精華高等女学校（私立）・平生町立山口県平生高等女学校、現 山口県立熊毛南高等学校
- 山口県立室積高等女学校、現 山口県立光高等学校
- 山口県徳修高等女学校、現 山口県立熊毛北高等学校
- 山口県立下松高等女学校、現 山口県立下松高等学校
- 山口県立小野田高等女学校、現 山口県立小野田高等学校

- 中村高等女学校、現 中村女子高等学校
- 山口県三田尻高等女学校、現 誠英高等学校
- 野田高等女学校、現 野田学園中学校・高等学校
- 山口県下松高等女学校、現 聖光高等学校
- 山口県香川高等女学校、現 宇部フロンティア大学付属中学校・香川高等学校
- 山口県桜ケ丘高等女学校、現 山口県桜ケ丘高等学校・晃英館中学校
- 早鞆高等女学校、現 早鞆高等学校

### 徳島県
詳細は「旧制中等教育学校の一覧 (徳島県)」を参照
- 徳島県高等女学校・徳島県徳島高等女学校、現 徳島県立城東高等学校
- 徳島県富岡高等女学校、現 徳島県立富岡東高等学校
- 徳島県撫養高等女学校、現 徳島県立鳴門渦潮高等学校
- 徳島県立三好高等女学校、現 徳島県立池田高等学校辻校
- 徳島県名西高等女学校、現 徳島県立名西高等学校
- 徳島県美馬高等女学校、現 徳島県立穴吹高等学校
- 徳島県海部高等女学校、現 徳島県立海部高等学校
- 徳島県小松島高等女学校、現 徳島県立小松島高等学校
- 徳島県阿波高等女学校、現 徳島県立阿波高等学校
- 徳島県立板西高等女学校、現 徳島県立板野高等学校

- 徳島香蘭高等女学校、現 香蘭高等学校

### 香川県
詳細は「旧制中等教育学校の一覧 (香川県)」を参照
- 香川県高等女学校・香川県立高等女学校、現 香川県立高松高等学校
- 丸亀高等女学校（私立）・丸亀市立高等女学校・香川県立丸亀高等女学校、現 香川県立丸亀高等学校
- 香川県立坂出高等女学校、現 香川県立坂出高等学校
- 木田郡下高岡村外四箇村組合立白山高等女学校・香川県木田高等女学校・香川県立木田高等女学校、現 香川県立高松東高等学校
- 草壁町外四箇村組合立番川県小豆島高等女学校・香川県立小豆島高等女学校、現 香川県立小豆島中央高等学校
- 善通寺高等女学校（私立）・香川県立善通寺高等女学校、現 香川県立善通寺第一高等学校
- 三豊郡立三豊高等女学校・香川県立三豊高等女学校、現 香川県立観音寺第一高等学校
- 香川県津田高等女学校・香川県大川高等女学校、現 香川県立津田高等学校
- 高松市立高等女学校、現 （高松市立）高松第一高等学校
- 香川郡町村組合立香川高等女学校・香川県立香川高等女学校、現 香川県立高松南高等学校
- 香川県琴平町立琴平高等女学校、現 香川県立琴平高等学校

- 明善高等女学校、現 英明高等学校
- 藤井高等女学校、現 香川県藤井中学・高等学校
- 高松和洋高等女学校、現 高松中央高等学校

### 愛媛県
詳細は「旧制中等教育学校の一覧 (愛媛県)」を参照
- 愛媛高等女学校（私立）・愛媛県立松山高等女学校、現 愛媛県立松山南高等学校
- 今治町立今治高等女学校・愛媛県立今治高等女学校、現 愛媛県立今治北高等学校
- 町立宇和島高等女学校・愛媛県立宇和島高等女学校、現 愛媛県立宇和島南中等教育学校
- 愛媛県立鶴島高等女学校、現 愛媛県立宇和島南中等教育学校
- 大洲町立大洲高等女学校・愛媛県立大洲高等女学校、現 愛媛県立大洲高等学校
- 周桑郡立周桑高等女学校・愛媛県立周桑高等女学校、現 愛媛県立丹原高等学校
- 宇摩郡立宇摩高等女学校・愛媛県立宇摩高等女学校・愛媛県立川之江高等女学校、現 愛媛県立川之江高等学校
- 町立八幡浜高等女学校・愛媛県立八幡浜高等女学校、現 愛媛県立八幡浜高等学校
- 愛媛県立東宇和高等女学校、現 愛媛県立宇和高等学校
- 愛媛県立松山城北高等女学校、現 愛媛県立松山北高等学校
- 愛媛県立西条高等女学校、現 愛媛県立西条高等学校
- 新居浜町立新居浜高等女学校・新居浜市立新居浜高等女学校・愛媛県立新居浜高等女学校、現 愛媛県立新居浜西高等学校
- 愛媛県立三島高等女学校、現 愛媛県立三島高等学校
- 愛媛県立川之石高等女学校、現 愛媛県立川之石高等学校
- 愛媛県内子高等女学校、現 愛媛県立内子高等学校
- 愛媛県立長浜高等女学校、現 愛媛県立長浜高等学校

- 勝山高等女学校・済美高等女学校、現 済美高等学校
- 山下高等女学校（私立）、現 愛媛県立吉田高等学校
- 第二山下高等女学校（私立）、現 愛媛県立宇和高等学校三瓶分校
- 今治精華高等女学校、現 今治精華高等学校
- 松山東雲高等女学校、現 松山東雲中学校・高等学校
- 今治明徳高等女学校、現 今治明徳高等学校

### 高知県
詳細は「旧制中等教育学校の一覧 (高知県)」を参照
- 高知県高等女学校・高知県立高等女学校・高知県立高知高等女学校・高知県立高知第一高等女学校、現 高知県立高知丸の内高等学校
- 高知県立第二高等女学校、現 高知県立高知丸の内高等学校
- 幡多郡立高等女学校・幡多郡高等女学校・高知県立中村高等女学校、現 高知県立中村中学校・高等学校
- 安芸郡立高等女学校・高知県立安芸高等女学校、現 高知県立安芸中学校・高等学校
- 高知県立佐川高等女学校、現 高知県立佐川高等学校
- 高知県立山田高等女学校、現 高知県立山田高等学校
- 弘岡高等女学校、現 高知県立春野高等学校
- 高知県立城山高等女学校、現 高知県立城山高等学校
- 高知県立須崎高等女学校、現 高知県立須崎総合高等学校
- 高知県立高岡高等女学校、現 高知県立高岡高等学校
- 高知県立室戸高等女学校、現 高知県立室戸高等学校
- 高知県立中村高等女学校宿毛分教場、現 高知県立宿毛高等学校
- 高知県立中村高等女学校清水分教場、現 高知県立清水高等学校
- 高坂高等女学校、藤蔭高等女学校・高知県立南海高等女学校 ⇒ 高知県立南海女子高等学校 ⇒（廃校）

- 土佐高等女学校、現 土佐女子中学校・高等学校
- 橘高等女学校、現 高知中学校・高等学校

### 福岡県
詳細は「旧制中等教育学校の一覧 (福岡県)」を参照
- 久留米市立久留米高等女学校・福岡県立久留米高等女学校、現 福岡県立明善高等学校
- 福岡市立福岡高等女学校・福岡県立福岡高等女学校、現 福岡県立福岡中央高等学校
- 一町四ヶ村組合立小倉高等女学校・小倉市立小倉高等女学校・福岡県立小倉高等女学校、現 福岡県立小倉西高等学校
- 山門郡立柳河高等女学校・福岡県立柳河高等女学校、現 福岡県立伝習館高等学校
- 浮羽郡立浮羽高等女学校・福岡県立浮羽高等女学校、現 福岡県立浮羽究真館高等学校
- 門司市立門司高等女学校・福岡県立門司高等女学校、現 福岡県立門司学園中学校・高等学校
- 福岡県立直方高等女学校、現 福岡県立直方高等学校
- 三池郡立三池高等女学校・福岡県立大牟田高等女学校、現 福岡県立大牟田北高等学校
- 若松市立若松高等女学校・福岡県立若松高等女学校、現 福岡県立若松高等学校
- 京都郡立京都高等女学校・福岡県立京都高等女学校・福岡県京都高等女学校、現 福岡県立京都高等学校
- 田川郡立田川高等女学校・福岡県立田川高等女学校、現 福岡県立西田川高等学校
- 折尾高等女学校（私立）・福岡県立折尾高等女学校、現 福岡県立東筑高等学校
- 福岡県立嘉穂高等女学校、現 福岡県立嘉穂東高等学校
- 二瀬町立二瀬高等女学校、現 福岡県立嘉穂東高等学校
- 福岡県立朝倉高等女学校、現 福岡県立朝倉高等学校
- 福岡県立甘木高等女学校、現 福岡県立朝倉高等学校
- 福岡県立三潴高等女学校、現 福岡県立大川樟風高等学校
- 福岡県立八女高等女学校、現 福岡県立福島高等学校
- 福岡県立粕屋高等女学校・福岡県立香椎高等女学校、現 福岡県立香椎高等学校
- 福岡県立八幡高等女学校、現 福岡県立八幡中央高等学校
- 八幡市立高等女学校、現 福岡県立八幡中央高等学校
- 福岡県立糸島高等女学校、現 福岡県立糸島高等学校
- 早良郡姪浜町外九ヶ村組合立福岡県早良高等女学校・福岡県西福岡高等女学校、現 福岡県立福岡講倫館高等学校
- 福岡県立筑紫高等女学校、現 福岡県立筑紫中央高等学校
- 福岡県立戸畑高等女学校、現 福岡県立ひびき高等学校
- 久留米市立高等女学校、現 福岡県立久留米高等学校
- 久留米昭和高等女学校（私立）、現 福岡県立久留米高等学校
- 福岡県立宗像高等女学校、現 福岡県立宗像中学校・高等学校
- 福岡県立福丸高等女学校、現 福岡県立鞍手竜徳高等学校
- 福岡県立山門高等女学校、現 福岡県立山門高等学校
- 福岡県立豊津高等女学校、現 福岡県立育徳館中学校・高等学校
- 福岡県椎田高等女学校、現 福岡県立築上西高等学校
- 福岡県立吉富高等女学校、現 福岡県立青豊高等学校
- 福岡県三井高等女学校、現 福岡県立三井高等学校
- 福岡県黒木高等女学校、現 福岡県立輝翔館中等教育学校
- 福岡県田川東高等女学校、現 福岡県立東鷹高等学校
- 福岡市第一高等女学校、現 福岡市立福岡女子高等学校
- 戸畑市立高等女学校、現 福岡県立戸畑高等学校

- 筑紫高等女学校、現 筑紫女学園中学校・高等学校
- 九州高等女学校、現 福岡大学附属若葉高等学校
- 高等女学校西南女学院、現 西南女学院中学校・高等学校
- 鎮西高等女学校、現 敬愛中学校・高等学校
- 勝山高等女学校、現 美萩野女子高等学校
- 福岡県不知火高等女学校、現 誠修高等学校
- 久留米淑徳高等女学校、現 久留米学園高等学校
- 福岡雙葉高等女学校、現 福岡雙葉中学校・高等学校

### 佐賀県
詳細は「旧制中等教育学校の一覧 (佐賀県)」を参照
- 佐賀県立佐賀高等女学校、現 佐賀県立佐賀北高等学校、佐賀県立佐賀西高等学校、佐賀県立佐賀東高等学校
- 成美高等女学校（私立）・佐賀成美高等女学校・佐賀市立成美高等女学校、現 佐賀県立佐賀北高等学校、佐賀県立佐賀西高等学校、佐賀県立佐賀東高等学校
- 唐津町立高等女学校・佐賀県立唐津高等女学校、現 佐賀県立唐津西高等学校
- 佐賀県立武雄高等女学校、現 佐賀県立武雄高等学校
- 北鹿島村外四ケ村立組合立鹿島高等女学校・藤津郡立鹿島高等女学校・佐賀県立鹿島高等女学校、現 佐賀県立鹿島高等学校
- 小城町外6ヵ村学校組合立小城高等女学校・佐賀県立小城高等女学校、現 佐賀県立小城高等学校
- 鳥栖市外四ヶ町村組合立高等女学校・佐賀県立鳥栖高等女学校、現 佐賀県立鳥栖高等学校
- 伊万里町外4ヵ村組合立伊万里高等女学校・佐賀県立伊万里高等女学校、現 佐賀県立伊万里高等学校
- 佐賀県立神埼高等女学校、現 佐賀県立神埼高等学校
- 佐賀県立白石高等女学校、現 佐賀県立白石高等学校

- 清和高等女学校、現 佐賀清和中学校・高等学校
- 佐賀旭高等女学校、現 佐賀女子短期大学付属佐賀女子高等学校

### 長崎県
詳細は「旧制中等教育学校の一覧 (長崎県)」を参照
- 長崎県立長崎高等女学校、現 長崎県立長崎東高等学校・長崎県立長崎西高等学校
- 長崎市立高等女学校、現 長崎県立長崎東高等学校、長崎県立長崎西高等学校
- 長崎県島原高等女学校・長崎県立島原高等女学校、現 長崎県立島原高等学校
- 長崎県口加高等女学校・長崎県立口加高等女学校、現 長崎県立口加高等学校
- 佐世保市立成徳高等女学校、現 長崎県立佐世保北高等学校、長崎県立佐世保南高等学校
- 長崎県立佐世保高等女学校、現 長崎県立佐世保北高等学校、長崎県立佐世保南高等学校
- 平戸高等女学校（私立）・長崎県北松浦郡立平戸高等女学校・長崎県平戸高等女学校・長崎県立平戸高等女学校、現 長崎県立猶興館高等学校
- 上下県郡総町村組合立長崎県対馬高等女学校・長崎県立対馬高等女学校、現 長崎県立対馬高等学校
- 南松浦郡立長崎県五島高等女学校・長崎県立五島高等女学校、現 長崎県立五島高等学校
- 東彼杵郡立大村高等女学校・長崎県立大村高等女学校、現 長崎県立大村高等学校
- 長崎県立諫早高等女学校、現 長崎県立諫早高等学校
- 壱岐郡立壱岐高等女学校・長崎県立壱岐高等女学校、現 長崎県立壱岐高等学校

- 活水女学校高等女学部・活水高等女学校、現 活水中学校・高等学校
- 鶴鳴高等女学校、現 長崎女子高等学校
- 瓊浦高等女学校、現 瓊浦高等学校
- 長崎純心高等女学校、現 純心中学校・純心女子高等学校

### 熊本県
詳細は「旧制中等教育学校の一覧 (熊本県)」を参照
- 熊本県立高等女学校・熊本県立第一高等女学校、現 熊本県立第一高等学校
- 熊本県立第二高等女学校、現 熊本県立第一高等学校
- 八代郡立高等女学校・熊本県立八代高等女学校、現 熊本県立八代中学校・高等学校
- 玉名郡立玉名高等女学校・熊本県立高瀬高等女学校、現 熊本県立玉名高等学校・附属中学校
- 熊本県菊池高等女学校・熊本県立隈府高等女学校・熊本県立菊池高等女学校、現 熊本県立菊池高等学校
- 鹿本郡町村組合立山鹿高等女学校・鹿本郡町村組合立熊本県山鹿高等女学校・熊本県立山鹿高等女学校、現  熊本県立鹿本高等学校
- 下益城高等女学校・熊本県立松橋高等女学校、現 熊本県立松橋高等学校
- 熊本県立天草高等女学校・県立本渡高等女学校・県立天草女子高等学校、現 熊本県立天草高等学校
- 町立熊本県牛深高等女学校、現 熊本県立牛深高等学校
- 熊本市立高等女学校、現 熊本市立必由館高等学校
- 阿蘇郡宮地町他九ヶ町村組合立阿蘇高等女学校・熊本県立阿蘇高等女学校、現 熊本県立阿蘇中央高等学校
- 熊本県立小国高等女学校、現 熊本県立小国高等学校
- 熊本県上益城高等女学校・県立甲佐高等女学校、現 熊本県立甲佐高等学校
- 御船町外十二ヶ町村組合立御船高等女学校、現 熊本県立御船高等学校
- 熊本県立人吉高等女学校、現 熊本県立人吉高等学校
- 熊本県立芦北高等女学校、現 熊本県立芦北高等学校
- 熊本県水俣高等女学校、現 熊本県立水俣高等学校
- 熊本県立南関高等女学校、現 熊本県立岱志高等学校
- 荒尾市立高等女学校、現 熊本県立岱志高等学校
- 熊本県立多良木高等女学校、現 熊本県立球磨中央高等学校

- 尚絅高等女学校、現 尚絅中学校・高等学校
- 大江高等女学校、現 開新高等学校
- 九州中央高等女学校・熊本県中央高等女学校、現  熊本中央高等学校
- 上林高等女学校、現 熊本信愛女学院中学校・高等学校
- 八代成美高等女学校、現 八代白百合学園高等学校
- 九州女学院高等女学校・清水高等女学校・九州女学院高等女学校、現 ルーテル学院中学校・高等学校
- 東肥高等女学校

### 大分県
詳細は「旧制中等教育学校の一覧 (大分県)」を参照
- 大分県立大分高等女学校・大分県立第一高等女学校、現 大分県立大分上野丘高等学校
- 大分県立大分第二高等女学校、現 大分県立大分上野丘高等学校
- 下毛郡立高等女学校・大分県立中津高等女学校、現 大分県立中津北高等学校
- 別府町立別府高等女学校・別府市立別府高等女学校・大分県立別府高等女学校、現 大分県立別府鶴見丘高等学校
- 大分県立臼杵高等女学校、現 大分県立臼杵高等学校
- 直入郡立高等女学校・大分県立竹田高等女学校、現 大分県立竹田高等学校
- 大分県立日田高等女学校、現 大分県立日田高等学校
- 大分県西国東高等女学校・大分県立高田高等女学校、現 大分県立高田高等学校
- 組合立大分県杵築高等女学校・大分県立杵築高等女学校、現 大分県立杵築高等学校
- 大分県立佐伯高等女学校、現  大分県立佐伯鶴城高等学校
- 大分県立日出高等女学校、現 大分県立日出総合高等学校
- 東国東郡立高等女学校・大分県立国東高等女学校、現 大分県立国東高等学校
- 玖珠郡立森高等女学校・大分県立森高等女学校、現 大分県立玖珠美山高等学校
- 大分県立四日市高等女学校、現 大分県立宇佐高等学校
- 大分県立三重高等女学校、現 大分県立三重総合高等学校
- 大野町立大野高等女学校 ⇒ 大分県立大野高等学校（2002年：閉校）
- 大分県坂ノ市高等女学校、現 大分県立大分東高等学校
- 大分県鶴崎高等女学校、現 大分県立大分鶴崎高等学校

- 扇城高等女学校、現 東九州龍谷高等学校
- 岩田高等女学校、現 岩田中学校・高等学校
- 柳ヶ浦高等女学校、現 柳ヶ浦高等学校

### 宮崎県
詳細は「旧制中等教育学校の一覧 (宮崎県)」を参照
- 組合立宮崎高等女学校・宮崎県高等女学校・宮崎県立高等女学校・宮崎県立宮崎高等女学校・宮崎県立宮崎第一高等女学校、現宮崎県立宮崎大宮高等学校
- 延岡高等女学校（私立）・宮崎県立延岡高等女学校、現 宮崎県立延岡高等学校
- 北諸県郡立都城高等女学校・宮崎県立都城高等女学校、現 宮崎県立都城泉ヶ丘高等学校
- 飫肥町立飫肥高等女学校・南那珂十六ケ町村組合飫肥高等女学校・宮崎県飫肥高等女学校・宮崎県立飫肥高等女学校、現 宮崎県立日南高等学校
- 組合立福島高等女学校・宮崎県立福島高等女学校、現 宮崎県立福島高等学校
- 宮崎県立小林高等女学校、現 宮崎県立小林高等学校
- 江陽高等女学校（私立）、現 宮崎県立宮崎商業高等学校
- 宮崎県立妻高等女学校、現 宮崎県立妻高等学校
- 高鍋町立高鍋高等女学校、現 宮崎県立高鍋高等学校
- 宮崎県立宮崎第二高等女学校、現 宮崎県立宮崎南高等学校
- 高城町立高城高等女学校、現 宮崎県立高城高等学校

- 宮崎成美高等女学校 ⇒（1935年：廃校）

### 鹿児島県
詳細は「旧制中等教育学校の一覧 (鹿児島県)」を参照
- 鹿児島県立高等女学校・鹿児島県立第一高等女学校、現 鹿児島県立鶴丸高等学校
- 鹿児島県立第二高等女学校、現 鹿児島県立甲南高等学校
- 薩摩郡立高等女学校・鹿児島県立川内高等女学校、現 鹿児島県立川内高等学校
- 鹿児島県成淑高等女学校・鹿児島県立加世田高等女学校、現 鹿児島県立加世田高等学校
- 姶良郡高等女学校・鹿児島県立国分高等女学校、現 鹿児島県立国分高等学校
- 肝属郡立肝付高等女学校・鹿児島県立高山高等女学校、現 鹿児島県立楠隼中学校・高等学校
- 出水郡立出水高等女学校・鹿児島県立出水高等女学校、現 鹿児島県立出水高等学校
- 鹿児島伊佐高等女学校・鹿児島県立大口高等女学校、現 鹿児島県立大口高等学校
- 鹿児島県立伊作高等女学校、現 鹿児島県立吹上高等学校
- 阿久根村立鹿児島県阿久根高等女学校・鹿児島県立阿久根高等女学校、現 鹿児島県立鶴翔高等学校
- 鹿児島県末吉高等女学校、現 鹿児島県立曽於高等学校
- 揖宿高等女学校・鹿児島県立指宿高等女学校、現 鹿児島県立指宿高等学校
- 鹿児島県枕崎高等女学校・鹿児島県立枕崎高等女学校、現 鹿児島県立枕崎高等学校
- 鹿児島県鹿屋高等女学校・鹿児島県立鹿屋高等女学校、現 鹿児島県立鹿屋高等学校
- 鹿児島県奄美高等女学校・鹿児島県立奄美高等女学校・臨時北部南西諸島政庁立 奄美高等女学校、現  鹿児島県立奄美高等学校
- 鹿児島県立志布志高等女学校、現 鹿児島県立志布志高等学校
- 鹿児島県加治木高等女学校・鹿児島県立加治木高等女学校、現 鹿児島県立加治木高等学校
- 鹿児島県西之表高等女学校・鹿児島県種子島高等女学校・鹿児島県立種子島高等女学校、現 鹿児島県立種子島高等学校
- 鹿児島市立高等女学校、現 鹿児島市立鹿児島玉龍高等学校
- 鶴嶺高等女学校（私立）・鹿児島市立鶴嶺高等女学校、現 鹿児島市立鹿児島玉龍高等学校
- 鹿児島県古仁屋高等女学校、現 鹿児島県立古仁屋高等学校
- 川辺町立川辺高等女学校・鹿児島県立川辺高等女学校、現 鹿児島県立川辺高等学校
- 鹿児島県垂水高等女学校、現 鹿児島県立垂水高等学校
- 知覧町立高等女学校、現 鹿児島県立薩南工業高等学校
- 鹿児島県知名高等女学校、現 鹿児島県立沖永良部高等学校
- 亀津町立高等女学校、現 鹿児島県立徳之島高等学校

- 鹿児島高等女学校、現 鹿児島高等学校
- 大島高等女学校 ⇒（1934年：廃校）
- 鹿児島純心高等女学校、現 鹿児島純心女子高等学校
- 錦江高等女学校 ⇒（1933年：廃校）

### 沖縄県
詳細は「旧制中等教育学校の一覧 (沖縄県)」を参照
- 沖縄高等女学校（私立）・沖縄県立高等女学校・沖縄県立第一高等女学校 ⇒（沖縄戦により壊滅・廃校）
- 那覇市立高等女学校・沖縄県立第二高等女学校 ⇒（沖縄戦により壊滅・廃校）
- 国頭高等女学校・沖縄県立第三高等女学校、現 沖縄県立名護高等学校
- 宮古郡各町村組合立宮古高等女学校・沖縄県立宮古高等女学校、現 沖縄県立宮古高等学校
- 沖縄県立八重山高等女学校、現 沖縄県立八重山高等学校
- 沖縄県立首里高等女学校 ⇒（沖縄戦により壊滅・廃校）

- 沖縄積徳高等女学校 ⇒（沖縄戦により壊滅・廃校）
- 沖縄昭和高等女学校 ⇒（沖縄戦により壊滅・廃校）